# Edoardo VII del Regno Unito
Edoardo VII (Albert Edward; Buckingham Palace, 9 novembre 1841 – Buckingham Palace, 6 maggio 1910) è stato re del Regno Unito di Gran Bretagna e Irlanda, re dei Domini britannici e imperatore d'India dal 22 gennaio 1901 fino alla sua morte.
Figlio della regina Vittoria, si trovò a gestire l'impero coloniale più grande del pianeta, compito che la fine della seconda guerra anglo-boera (1902) gli rese meno gravoso, ma che si complicò con il riarmo navale della Germania.
Contribuì a riavvicinare il Regno Unito agli Stati Uniti d'America, alla Russia, all'Italia e alla Spagna. Assunse anche delle iniziative di politica internazionale autonome e, coadiuvato dal ministro degli Esteri Lansdowne, concorse in modo decisivo alla stipula dell'Entente cordiale con la Francia (1904).
Mantenne più che buoni i rapporti con gli Asburgo, ma nel 1908 contestò apertamente la decisione austriaca di annettersi la Bosnia ed Erzegovina (crisi bosniaca). Fece di tutto per conciliare le misure politiche contro il riarmo tedesco e conservare buoni i rapporti con il nipote, l'imperatore di Germania Guglielmo II.
Per le sue capacità diplomatiche fu soprannominato “Pacificatore” (Peacemaker). Per le sue parentele con diversi monarchi d'Europa, per cui risultava zio (naturale o acquisito) dello zar Nicola II di Russia, del Kaiser Guglielmo II di Germania e del re Alfonso XIII di Spagna, fu soprannominato Uncle of Europe (lo “zio d'Europa”).

## La famiglia e la gioventù (fino al 1863)

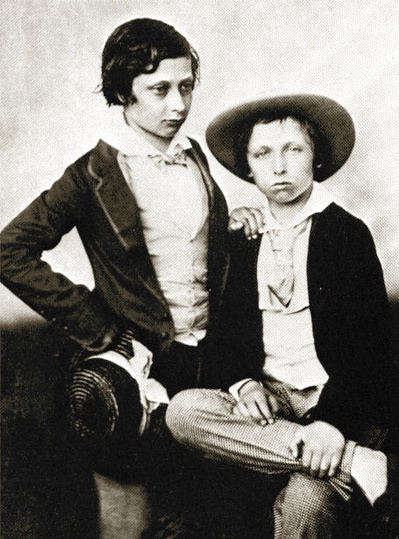
Edoardo, a destra, e il fratello Alfred nel 1855

Edoardo nacque il 9 novembre 1841 a Londra, a Buckingham Palace. Sua madre era la regina Vittoria, l'unica figlia del principe Edoardo Augusto, e nipote del re Giorgio III. Suo padre era il principe Alberto di Sassonia-Coburgo-Gotha, primo cugino e consorte di Vittoria. La coppia aveva già avuto una figlia, Vittoria Adelaide.
Il neonato fu battezzato Alberto Edoardo nella Cappella di San Giorgio del castello di Windsor il 25 gennaio 1842. A testimonianza delle origini germaniche sia del padre sia della madre, quattro dei sei fra padrini e madrine erano tedeschi, fra cui il re Federico Guglielmo IV di Prussia; i rimanenti due erano inglesi, benché appartenenti alla casata degli Hannover.
Oltre al titolo di Principe di Galles, tradizionalmente assegnato all'erede al trono, Alberto Edoardo ricevette diversi altri titoli oltre al nomignolo di Bertie, diminutivo di Albert, il primo nome che da adulto rifiuterà.
Governanti e precettori del principino furono inglesi, ma essi non erano che i mezzi di un sistema educativo ideato da tedeschi. Edoardo, infatti, secondo le volontà del padre Alberto doveva essere allevato come un Coburgo. Compito non facile poiché, al contrario dei fratelli Vittoria Adelaide e Alfred, l'erede al trono si dimostrò «incredibilmente restio all'apprendimento».

### I primi viaggi in Europa

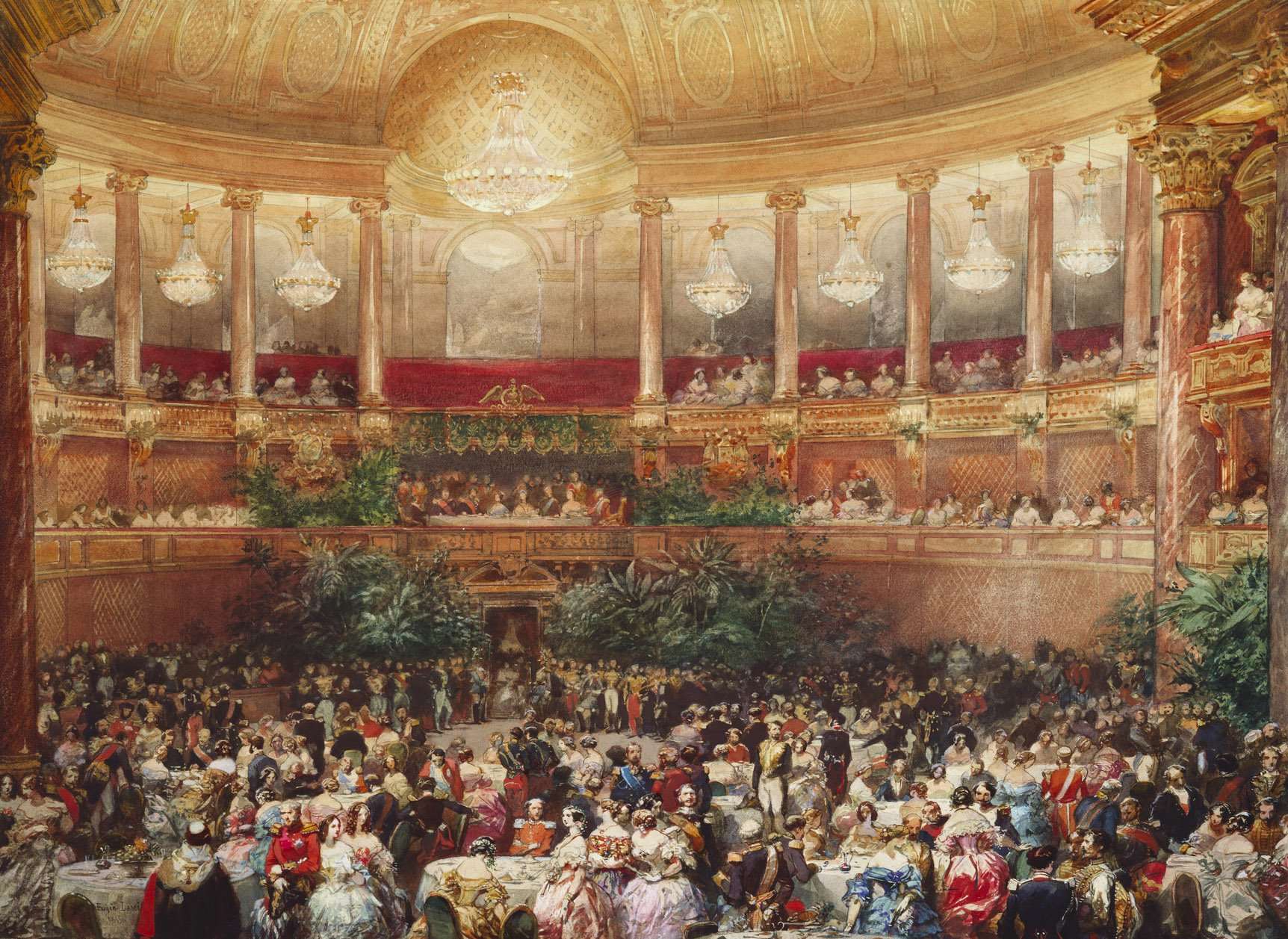
Il ballo di corte al teatro di Versailles in onore della regina Vittoria, al quale partecipò anche il tredicenne Edoardo nel 1855

L'infanzia di Edoardo fu probabilmente grigia. I pochi momenti luminosi incominciarono durante l'adolescenza e vennero dall'estero. La prima delle esperienze di questo genere fu la settimana che egli trascorse tra il 20 e il 27 agosto 1855, all'età cioè di quasi 14 anni, a Parigi. La regina Vittoria e il suo erede furono festeggiatissimi, grazie anche all'alleanza con Napoleone III appena conclusa e alla comune partecipazione contro la Russia nella guerra di Crimea. Edoardo intervenne al ballo di corte a Versailles, rese omaggio alla tomba di Napoleone e partecipò a una battuta di caccia al cervo nella foresta di Saint-Germain. Ne riportò un ricordo sicuramente molto piacevole.
Edoardo si vide concedere ben presto permanenze all'estero più lunghe. Il 26 luglio 1857, per esempio, insieme con un gruppo selezionato di coetanei, partì per Königswinter, sul Reno, in Prussia. Da quella località si spostò a Johannisberg (Geisenheim), dove fu ospite dell'ottantaquattrenne principe di Metternich. Da qui, insieme con gli amici, andò in Svizzera da dove raggiunse i contrafforti del Monte Bianco. Più a est valicò il passo della Grosse Scheidegg e, infine, prese la strada di casa. Edoardo e il suo gruppo tornarono in patria sbarcando a Dover il 27 ottobre 1857.
Il viaggio successivo lo portò in Italia e nel Mediterraneo e si svolse nei primi sei mesi del 1859. Accompagnato da due ufficiali e dal suo insegnante di latino, Edoardo partì per Roma il 10 gennaio. Giunto nella capitale dello Stato Pontificio visitò, senza molto entusiasmo, i monumenti classici, i musei e le chiese principali. Partecipò alla festa popolare di mezzaquaresima e due volte la settimana andava all'opera, dove prediligeva Verdi e Bellini. Durante il periodo romano del viaggio, che si protrasse fino alla fine di aprile, fu anche ricevuto dal papa Pio IX. Tre settimane più tardi Edoardo ricevette la più alta onorificenza del Regno di Sardegna (che con Francia e Gran Bretagna aveva partecipato alla guerra di Crimea), il collare dell’Annunziata. Durante il viaggio di ritorno si incontrò con il cugino, il re Pietro V del Portogallo.

### Il viaggio in America del nord

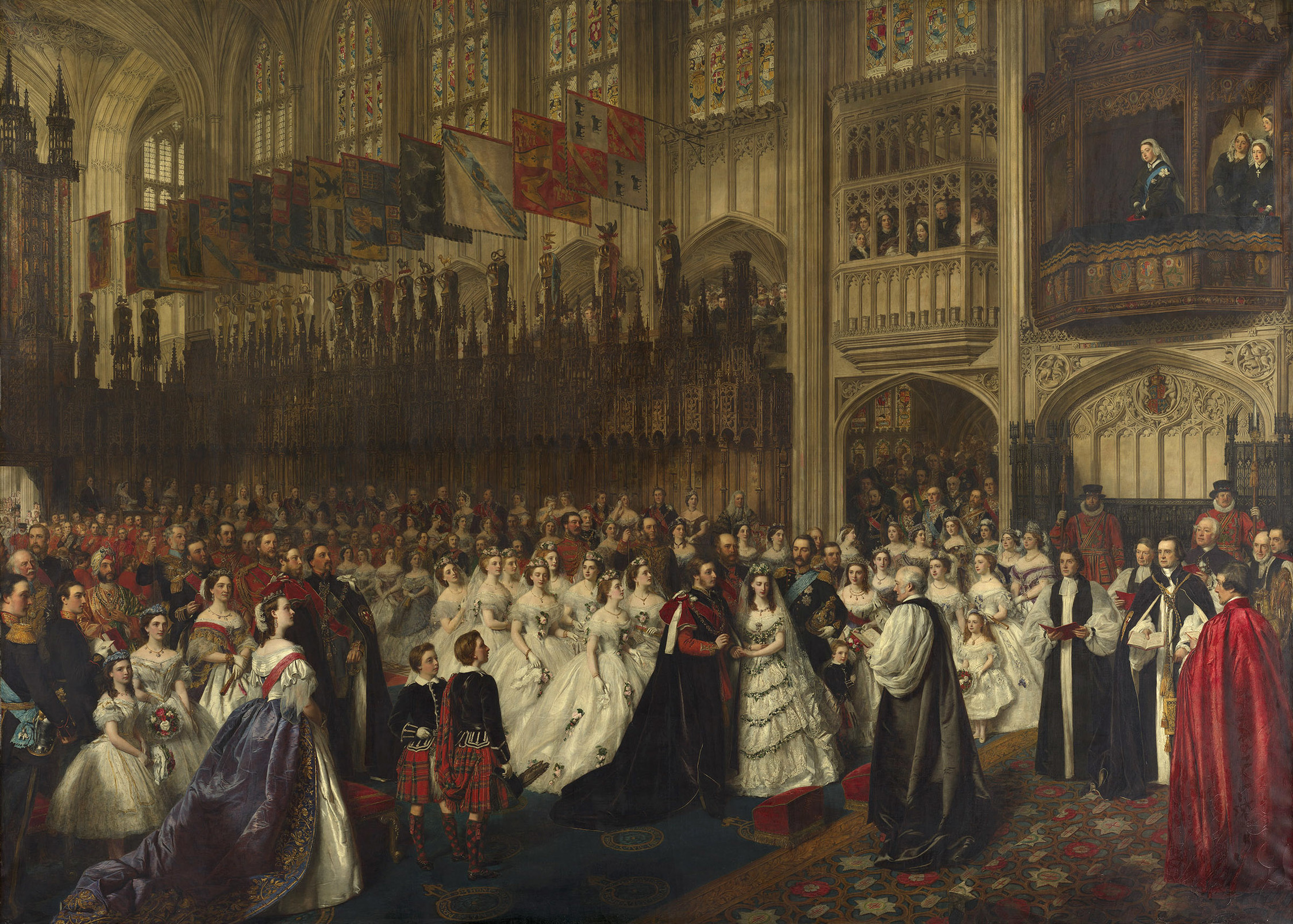
Il matrimonio di Edoardo con Alessandra di Danimarca celebrato il 10 marzo 1863 nella cappella di San Giorgio del castello di Windsor

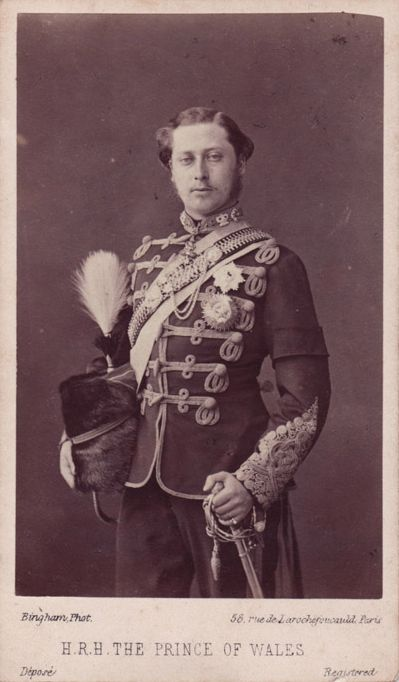
Il giovane Edoardo in divisa da Ussaro

Dopo avere frequentato per un breve periodo il Christ Church College di Oxford, Edoardo fu inviato nel 1860, a quasi 19 anni, nella colonia britannica del Canada e negli Stati Uniti. Fu un evento senza precedenti: mai un erede al trono era stato oltre Atlantico. Passato il confine tra Canada e USA il 20 settembre, il principe ereditario ricevette dalla madre il titolo di Barone di Renfrew. Visitò Detroit, Chicago, Cincinnati, Pittsburgh, St. Louis, Baltimora e Washington dove arrivò il 3 ottobre e dove fu ospite alla Casa Bianca. Visitò la tomba di George Washington e partì per New York, tappa finale e punto culminante del viaggio.
A New York ebbe un'accoglienza euforica, così come l'aveva avuta a Saint Louis, e il 12 ottobre partecipò al gran ballo in suo onore alla New York Academy of Music. Il risultato del viaggio fu importante, poiché Edoardo sul piano politico contribuì a riavvicinare i due Paesi e su quello individuale apparve per la prima volta come una personalità internazionale.

### Lo scandalo di Curragh e il matrimonio
Nel 1861 Edoardo fu mandato per dieci settimane al campo militare di Curragh, nella contea di Kildare (Irlanda), affinché allargasse le sue conoscenze in campo militare. In questa occasione ebbe una fugace relazione con un'attrice dublinese, Nellie Clifden. La notizia trapelò e fece scandalo a corte, soprattutto nella famiglia del padre. Costui, il 25 novembre, probabilmente già malato della patologia che di lì a poco lo avrebbe ucciso (febbre tifoide), si recò a Cambridge per incontrarsi con il figlio che seguiva le lezioni al Trinity College. Il principe Alberto discusse con Edoardo della sua “abiezione morale”. Fu l'ultima occasione in cui i due si parlarono, poiché dopo quest'incontro Edoardo rivide il padre una sola volta, a tre settimane di distanza, sul letto di morte nel castello di Windsor.
Lo scandalo di Curragh sollecitò a corte il problema del matrimonio del Principe di Galles. L'aspirante fidanzata doveva rispettare i seguenti requisiti: non essere cattolica, appartenere a un regno con il quale la Gran Bretagna aveva buoni rapporti, essere elegante e piacere a Edoardo. Dopo un'estenuante ricerca la scelta cadde sulla principessa Alessandra, figlia maggiore del re Cristiano IX di Danimarca. Si profilava però una difficoltà: il Paese dal quale proveniva la principessa non aveva buoni rapporti con la Prussia, e la Germania era la terra di origine dei reali inglesi (dopo qualche anno sarebbe, infatti, scoppiata la seconda guerra dello Schleswig fra Danimarca e Prussia).
La regina Vittoria, tuttavia, si accontentò e Edoardo vide per la prima volta Alessandra nel settembre 1861. L'occasione fu una visita combinata alla cattedrale di Spira, nel territorio della Baviera occidentale. Un anno dopo Edoardo e Alessandra erano fidanzati ufficialmente. Le nozze furono celebrate il 10 marzo 1863 nella cappella di San Giorgio del castello di Windsor.

## La vita in Inghilterra

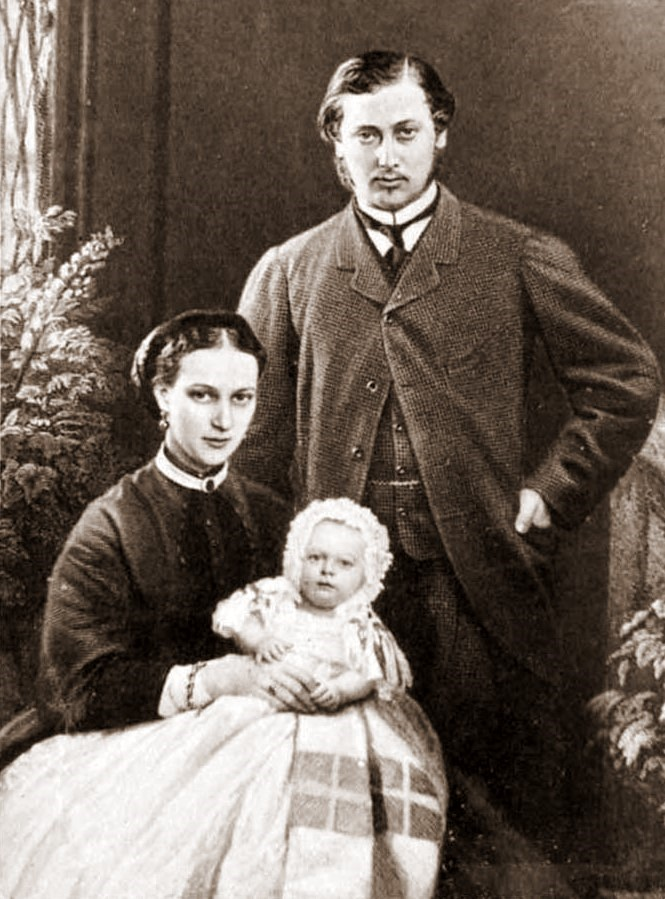
Edoardo, Alessandra, e il loro primogenito, Alberto Vittorio nel 1864

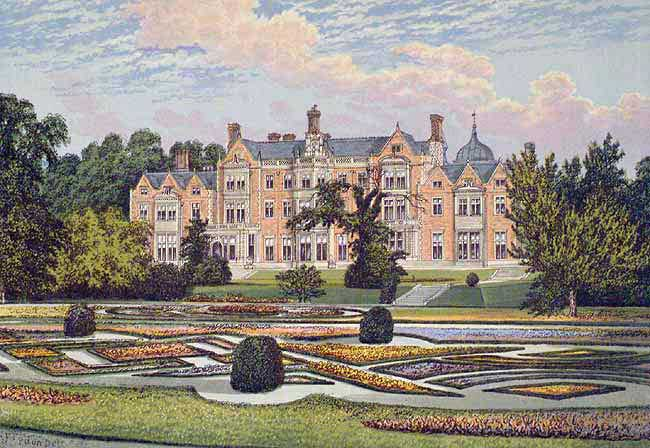
Sandringham House all'epoca in cui era la dimora preferita dei principi di Galles Edoardo e Alessandra

Alessandra era sorella di Dagmar, che nel 1866 sposerà l'erede al trono di Russia, il futuro Alessandro III. Edoardo, quindi, era cognato di quest'ultimo e sarà zio dell'ultimo Zar, Nicola II. La sorella maggiore di Edoardo, Vittoria Adelaide, aveva intanto sposato nel 1858 il futuro imperatore di Germania, Federico Guglielmo. La coppia l'anno dopo aveva avuto il primo figlio, Guglielmo, che sarà l'ultimo imperatore tedesco. Anche di quest'ultimo Edoardo era zio. Per queste e altre parentele, Edoardo VII fu detto lo “zio d'Europa”.
La coppia dei principi di Galles designò Marlborough House, a Londra, come proprio palazzo di rappresentanza, mentre la vera loro dimora finì con l'essere Sandringham House, nel Norfolk. A Londra Edoardo dimostrò subito la sua originalità promuovendo la fondazione del circolo di Marlborough che diventò uno dei club più anticonformisti della capitale. Il Principe di Galles praticava la caccia e gli sport nautici, ma fu la sua inclinazione per le corse di cavalli, aborrita dalla regina Vittoria, che lo avvicinò alle masse degli inglesi.
A neanche un anno dal matrimonio, l'8 gennaio 1864, alla coppia dei principi di Galles nacque, prematuramente, il loro primo figlio, Alberto Vittorio Cristiano Edoardo, che più tardi divenne duca di Clarence e che morì di polmonite nel 1892. A breve distanza l'uno dall'altro nacquero gli altri cinque figli. Il secondogenito fu Giorgio Federico Ernesto Alberto, nato il 3 giugno 1865 che diventerà il re Giorgio V; poi fu la volta della principessa Luisa, nata il 20 febbraio 1867, della principessa Vittoria, nata il 6 luglio 1868, della principessa Maud, nata il 26 novembre 1869, e di Alessandro Giovanni che, nato il 6 aprile 1871, sopravvisse un solo giorno.

### Le amicizie femminili
Al tempo della nascita dell'ultima figlia, Maud, le amicizie amorose di Edoardo erano diventate troppe perché fosse possibile soffocare i pettegolezzi. In quel periodo infatti si cominciò a fare apertamente il nome della prima delle donne di spettacolo che entrarono nella sua vita, la cantante di operetta Hortense Schneider. Più duraturo e pubblico fu invece il rapporto con l'attrice francese Lillie Langtry: i due si incontrarono il 27 maggio 1877 a una cena e da quella sera la relazione durò poco meno di 13 anni.
Alla Langtry subentrò come amante ufficiale dal 1891 fino al 1898 Daisy Brooke (1861-1938), moglie di Francis Greville, V conte di Warwick. Tuttavia, l'ultimo e, presumibilmente, il più grande amore di Edoardo fu Alice Keppel, figlia minore dell'ammiraglio William Edmonstone (1810-1888) di antico lignaggio scozzese e moglie di George Keppel, dei conti di Alberarle. Le doti di Alice Keppel che più sedussero il principe di Galles furono probabilmente la sua naturale gaiezza e la sua prorompente vitalità. A differenza di Daisy Brooke era la quintessenza della discrezione e, a differenza di Lillie Langtry, era molto signorile. Lei ed Edoardo si incontrarono a un pranzo il 27 febbraio 1898 e la loro amicizia durò tutta la vita. L'unica donna che potesse rivaleggiare con Alice Keppel fu Agnes Keyser, che Edoardo conobbe da giovane e che gli fu vicino gli ultimi giorni della sua vita.

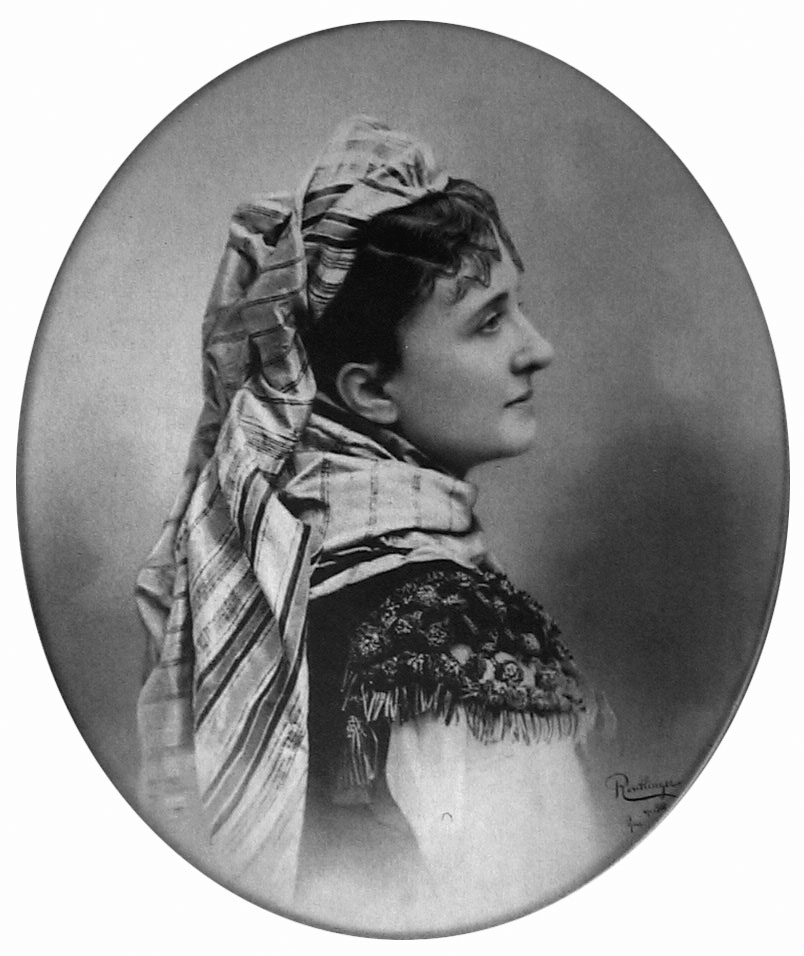
Hortense Schneider
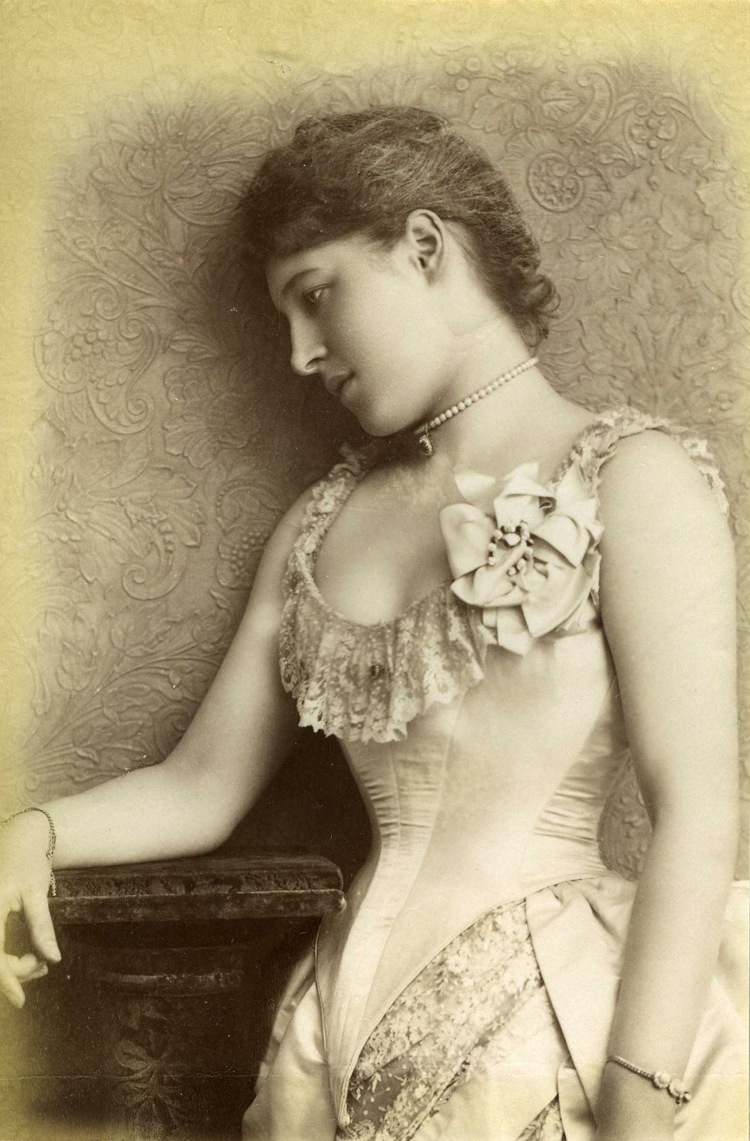
Lillie Langtry nel 1885
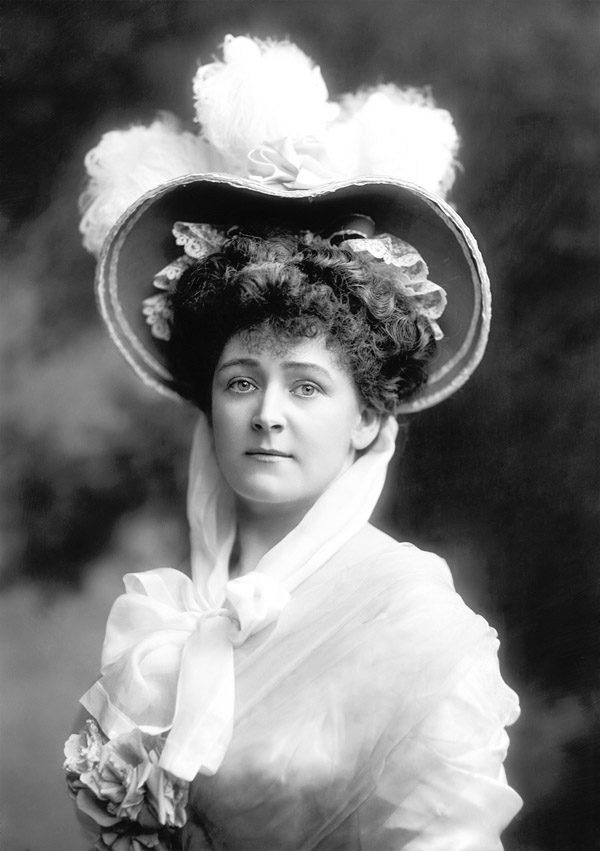
Daisy Brooke (1861-1938)
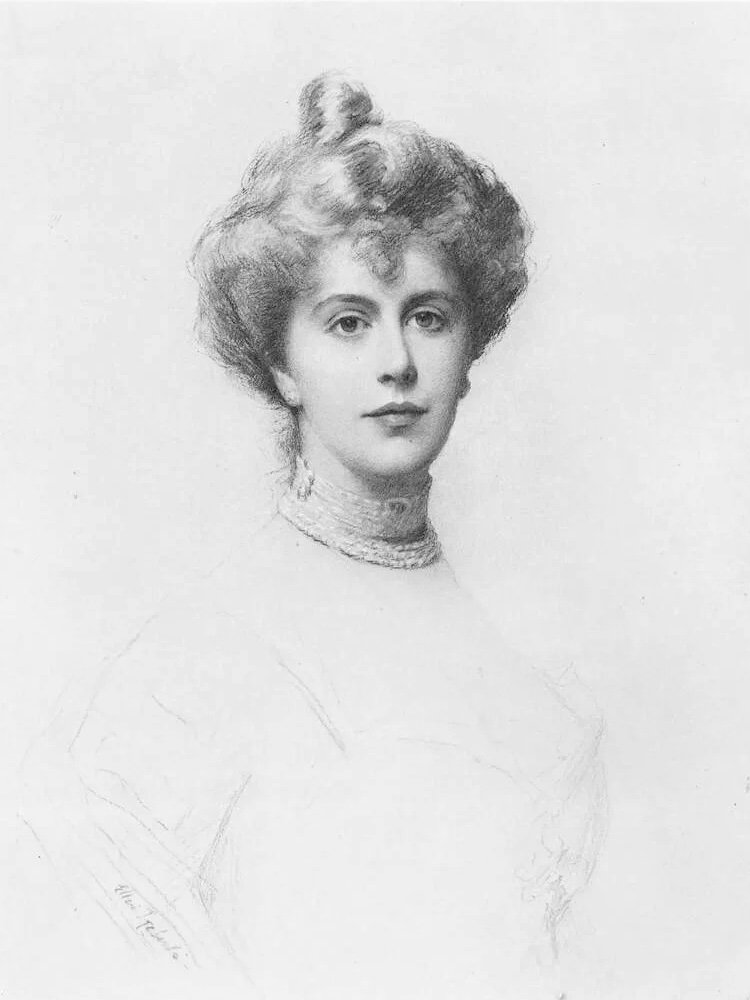
Alice Keppel
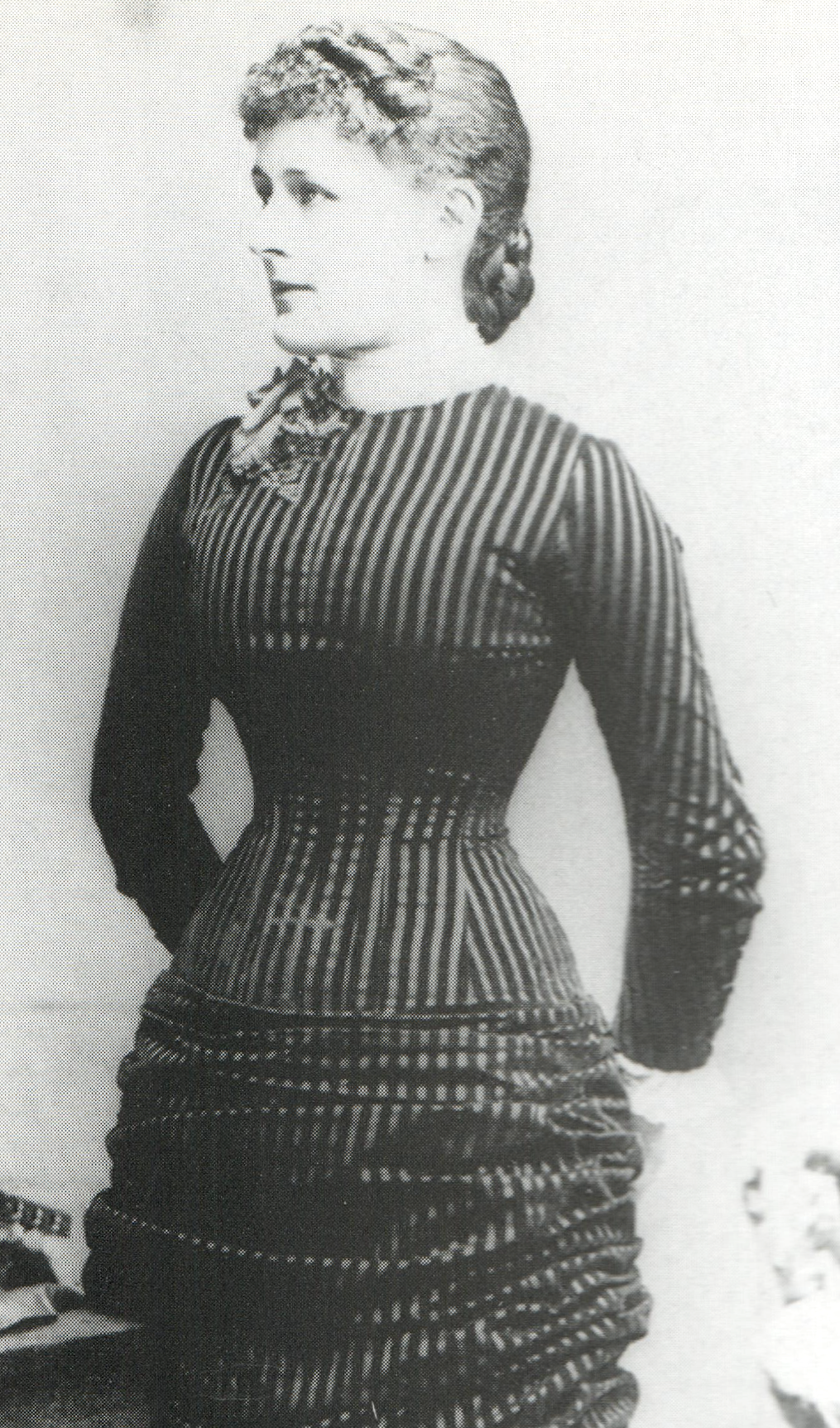
Agnes Keyser

## Il principe di Galles e l'Europa

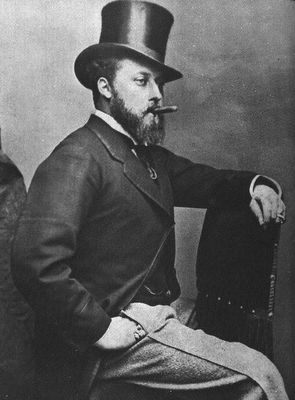
Edoardo al contrario dei suoi predecessori amava viaggiare, preferendo a tutte le mete Parigi

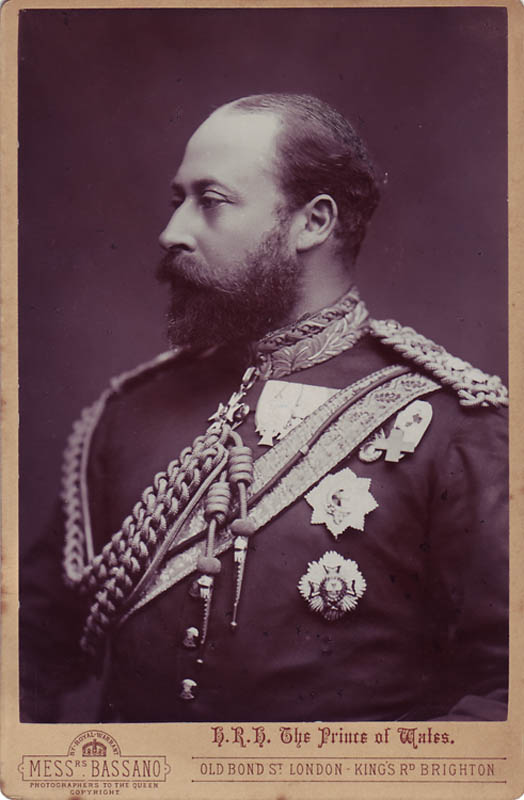
Nel 1888 nacque una disputa tra Edoardo (nella foto) e Guglielmo II di Germania su questioni di etichetta

Tranne che in particolari circostanze Edoardo ebbe sempre una spiccata simpatia per la Francia e, nonostante le sue origini, una certa antipatia per la Germania. Già nel 1866, quando aveva solo 24 anni, in occasione della guerra austro-prussiana, si schierò con l'Austria. Nei confronti invece dei governanti repubblicani della Francia, tranne che all'inizio della Terza Repubblica, conservò sempre un senso di rispetto e a partire dal 1879 ebbe numerosi incontri non ufficiali con Léon Gambetta.
Edoardo si recò a più riprese in Austria, che visitò fra il 1873 e il 1888 tre volte quasi solo per diletto e per la simpatia che gli suscitava il popolo ungherese.

### I contatti con la Russia
Al contrario della Francia, che frequentava spesso, Edoardo ebbe contatti con la Russia più intermittenti. Nell'ottobre 1866 si recò a San Pietroburgo per il matrimonio della cognata Dagmar di Danimarca con il futuro zar Alessandro III. In quella occasione, in una lettera al primo ministro britannico Palmerston, scrisse: «Sarei più che lieto di essere, non importa in quale modo, il promotore di una entente cordiale tra la Russia e il nostro paese […]». Affermazione sorprendente se si considera lo stato di perenne tensione dei due imperi sul fronte dell'Asia centrale (“Grande gioco”).
La successiva occasione di viaggio in Russia si presentò nel 1881, a causa dell'assassinio di Alessandro II. Edoardo insistette per rappresentare la regina Vittoria, sia ai funerali del vecchio Zar, sia alle cerimonie di incoronazione del successore Alessandro III. Fu irremovibile, inoltre, nella decisione di assegnare al nuovo imperatore russo la più alta onorificenza britannica: l'Ordine della Giarrettiera.
Scomparso Alessandro III nel 1894 a soli 49 anni, Edoardo tornò in Russia dove il successore Nicola II, oltre a essere figlio di sua cognata, era anche fidanzato con una sua nipote: Alice d’Assia. Ciò significava che i legami dinastici tra i due Paesi si sarebbero rafforzati. In quella occasione il principe di Galles (in accordo con il governo di Lord Rosebery) non mancò di fare tutto il possibile per dimostrare amicizia e stima a Nicola II. Nonostante ciò il processo politico di avvicinamento fra i due imperi finì con l'essere molto lento. Edoardo aveva comunque dato un rilievo al proprio ruolo e, agli elogi attribuitigli dalla stampa russa, si unì l'entusiastico benvenuto con il quale fu accolto a Londra al rientro. Il primo ministro Rosebery dichiarò che Edoardo aveva «reso un segnalato servizio» non soltanto all'Inghilterra, ma anche «alla Russia e alla pace mondiale».

### L'incidente di Vienna con Guglielmo II
Il primo degli incidenti fra Edoardo e l'imperatore di Germania Guglielmo II che ebbero ripercussioni sulle relazioni anglo-tedesche ebbe luogo a Vienna il 3 ottobre 1888. Quello stesso giorno era prevista la fine del soggiorno di Edoardo e l'inizio di quello di Guglielmo II. Quest'ultimo, però, pretese che il principe di Galles lasciasse la città prima del suo arrivo, di modo da essere l'unico ospite di riguardo nella capitale austriaca. L'incidente scatenò una polemica che coinvolse la regina Vittoria in difesa del figlio e aprì una disputa diplomatica che si trascinò fino all'estate del 1899.

## L'ascesa al trono

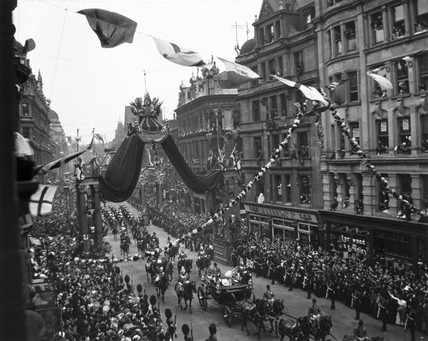
La processione dell'incoronazione di Edoardo VII

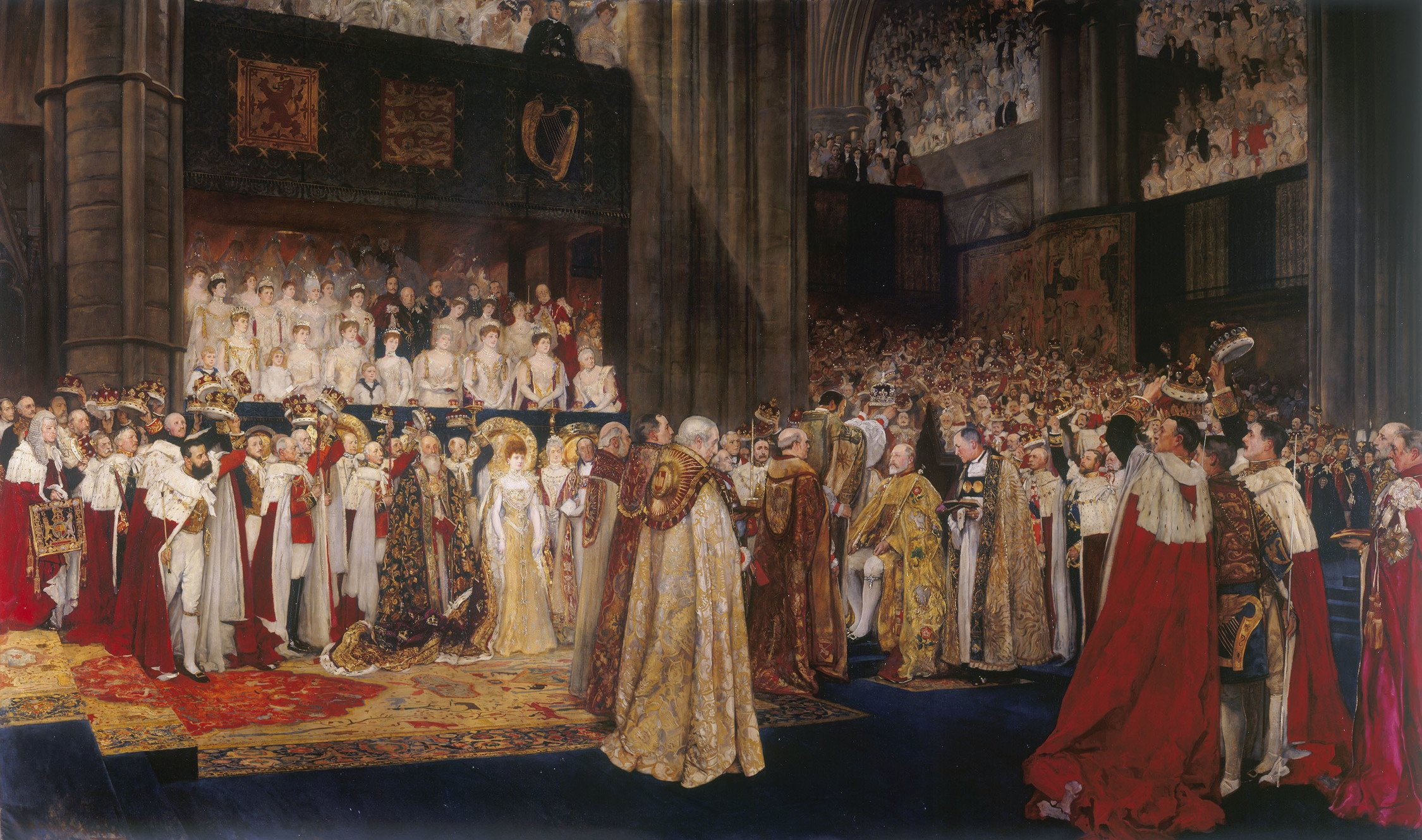
La cerimonia dell'incoronazione di Edoardo VII avvenuta il 9 agosto 1902

Il 22 gennaio 1901, dopo un regno di 63 anni, l'anziana regina Vittoria morì: per il sessantenne principe Edoardo era venuto il momento di regnare. Il mese dopo la sorella Vittoria Adelaide si trovò sul punto di morire, ed Edoardo intraprese il primo viaggio da monarca imbarcandosi il 23 febbraio per la Germania (Vittoria Adelaide era la madre di Guglielmo II). Sbarcato nei Paesi Bassi, il viaggio sulla terraferma non andò bene, dato che il treno di Edoardo fu fatto segno di slogan antibritannici lungo il percorso. Al castello di Friedrichshof il re d'Inghilterra trovò la sorella mortalmente malata di cancro. Dopo un breve soggiorno durante il quale non gradì la continua presenza di Guglielmo, Edoardo lasciò Vittoria Adelaide con la notizia che le rimaneva al massimo un anno di vita. La sorella morì, infatti, improvvisamente il 5 agosto 1901, lontana dal fratello che non poté essere avvisato in tempo dell'aggravarsi delle sue condizioni.
In campo internazionale, invece, il nuovo re fu confortato dalla buona notizia della fine della guerra anglo-boera. Quanto alla cerimonia d’incoronazione, Edoardo avrebbe dovuto aspettare il 26 giugno 1902, ma un'operazione di appendicite acuta alla quale fu sottoposto posticipò l'evento fino al 9 agosto. A dispetto del suo anticonformismo il nuovo monarca amava il cerimoniale solenne in sé, e per tutto ciò che simboleggiava la monarchia; ciò nondimeno le celebrazioni si svolsero in toni più sobri rispetto a quanto previsto per giugno.

## Il viaggio a Lisbona, Roma e Parigi (1903)

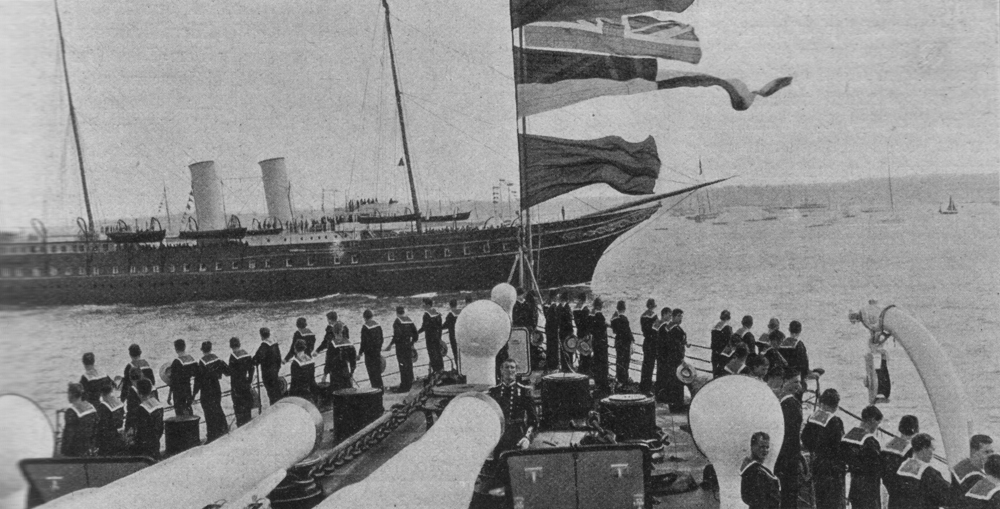
Lo yacht Victoria and Albert sfila di fronte a un'unità della marina britannica. Fu il mezzo più utilizzato da Edoardo nei suoi numerosi viaggi in mare.

Divenuto sovrano, Edoardo VII si dedicò ben presto alla sua attività politica principale: il viaggio diplomatico. La missione della primavera del 1903 a Lisbona, Roma e Parigi fu, politicamente, il più importante viaggio compiuto da un sovrano britannico nei tempi moderni.
Edoardo non solo ebbe l'idea, ma elaborò per conto suo anche i dettagli, con la collaborazione dei suoi fidi, i quali operarono nella massima segretezza. Il governo non ebbe sentore di queste mosse iniziali, e quando si vide sottoporre il piano completo ed espresse i propri dubbi, Edoardo respinse con calma tutte le obiezioni.
Rassegnatosi all'idea del sovrano, il ministro degli Esteri Lansdowne propose una visita a Parigi «del tutto priva di formalità»; ma, quando l'ambasciatore francese a Londra, Paul Cambon (1843-1924), chiese come desiderasse essere ricevuto il re, questi rispose: «Nel modo più solenne possibile e quanti più onori mi renderanno, tanto meglio». Con grande sorpresa di Lansdowne, inoltre, Edoardo non lo invitò al viaggio e a lui preferì il più giovane dei quattro sottosegretari del ministero degli Esteri, Charles Hardinge.

### A Lisbona
Lo yacht reale, il Victoria and Albert, salpò per il Portogallo da Portsmouth il 31 marzo 1903 e fu avvistato dalla costa portoghese poco dopo mezzogiorno del 2 aprile. Sbarcato, Edoardo fu accolto dal re Carlo I, con il quale si recò al Palácio das Necessidades a Lisbona. Il 4 aprile fu ricevuto alla Società Geografica della capitale nel migliore dei modi e quando nel suo discorso annunciò: «L'integrità e la salvaguardia [delle colonie portoghesi minacciate dalla Germania] è uno dei fini e degli obiettivi che più mi stanno a cuore» un'ovazione si alzò dal salone impedendogli per diversi minuti di continuare.
Il 6 aprile Edoardo assistette allo spettacolo di una corrida allestita appositamente per lui e la mattina dopo si imbarcò con il suo seguito sul Victoria and Albert che ridiscese l'estuario del fiume Tago.

### A Roma

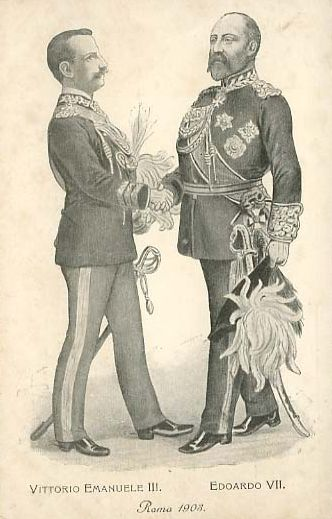
Una stampa italiana dell’epoca che ricorda l’incontro di Edoardo VII (a destra) con Vittorio Emanuele III a Roma nel 1903

Dopo avere fatto scalo a Gibilterra, Malta, Siracusa e Napoli (23 aprile) Edoardo raggiunse in treno Roma, la capitale di una delle nazioni che con Germania e Austria facevano parte della Triplice alleanza. Ad accoglierlo alla stazione il re Vittorio Emanuele III con un nutrito gruppo di aristocratici. Edoardo fu probabilmente il primo sovrano d'Inghilterra, dopo Canuto I nel 1027, a recarsi a Roma.
Quel giorno di fine di aprile del 1903, Edoardo VII incominciò la sua permanenza nella capitale d'Italia percorrendo Via Nazionale pavesata con i colori e i simboli delle due nazioni. Il giorno dopo, al Quirinale, pronunciò un brindisi spontaneo. Rivolto a Vittorio Emanuele III disse:
(Sir Sidney Lee, King Edward VII, Vol. II, p. 230.)
Fu tuttavia il pomeriggio del 28 aprile che il re inglese mise a segno il suo colpo migliore. Durante una passeggiata in carrozza, che aveva lo scopo di consentire alla folla la vista dei sovrani e all'ospite di ammirare le antichità romane, questi fece fermare il corteo e scese: erano di fronte a Porta Pia e Edoardo VII si era scoperto il capo. Vittorio Emanuele III, commosso, scese anch'egli e gli si mise al fianco sull'attenti.
Dopo una disputa telegrafica con il primo ministro Balfour su come e se rendere una visita al papa, Edoardo si recò in Vaticano il pomeriggio del 29 aprile 1903. Ottenne di non sottostare al gesto del bacio dell'anello piscatorio e l'anziano papa Leone XIII adattò il protocollo pontificio fino a stringere la mano a tutti i componenti del seguito del sovrano. L'incontro andò molto bene e il Papa ringraziò in particolare l'interlocutore per il trattamento di cui i cattolici godevano in Inghilterra.
Il pomeriggio seguente la visita di Edoardo VII in Italia (che durò quattro giorni) si concluse con l'abbraccio a Vittorio Emanuele III sul marciapiede della stazione Termini. Il giorno dopo la stampa italiana pubblicò, unanime, commenti elogiativi ed entusiasti.

### A Parigi

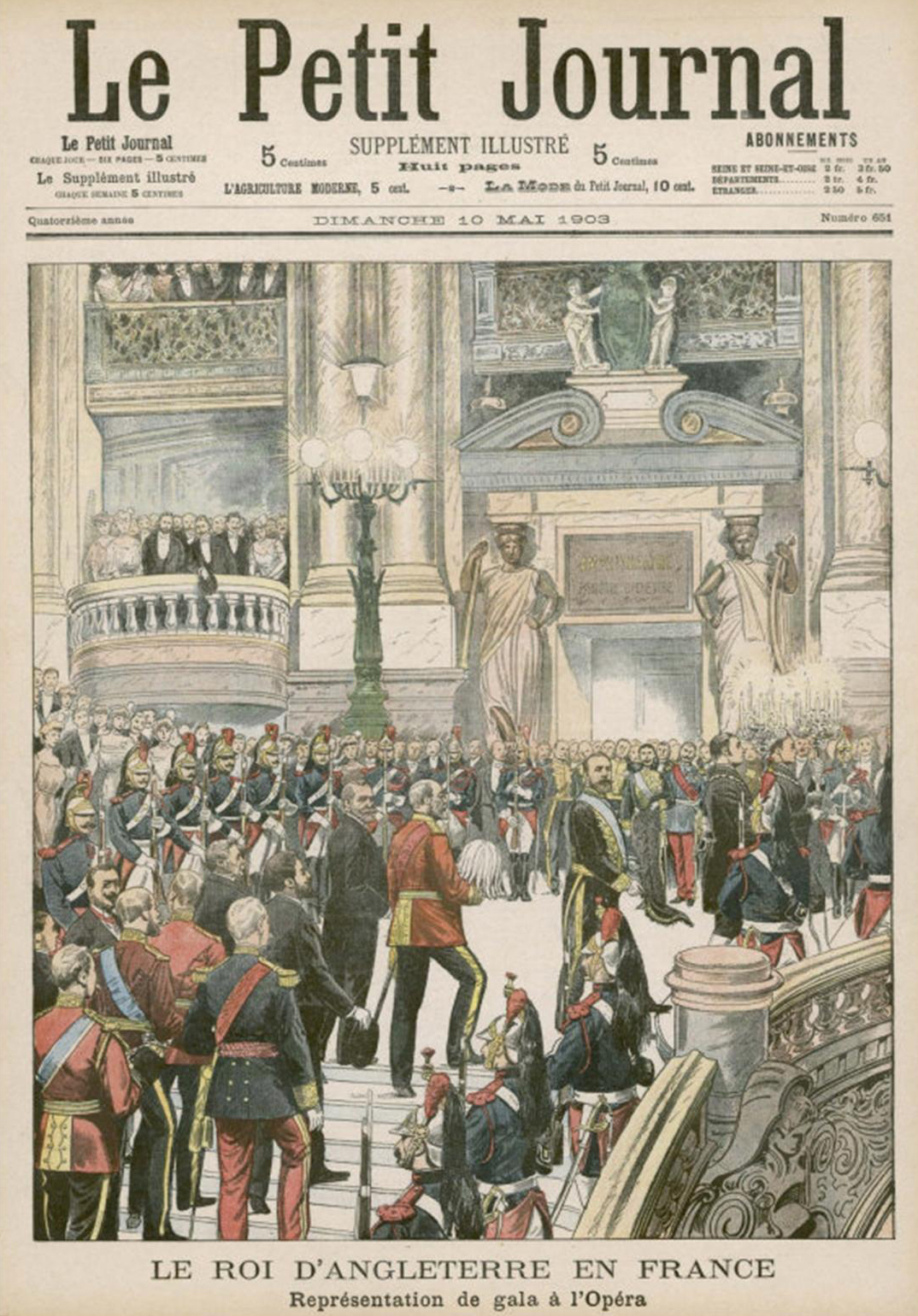
Le Petit Journal del 10 maggio 1903: l'ingresso di Edoardo VII (al centro con la divisa rossa) all'Opéra di Parigi

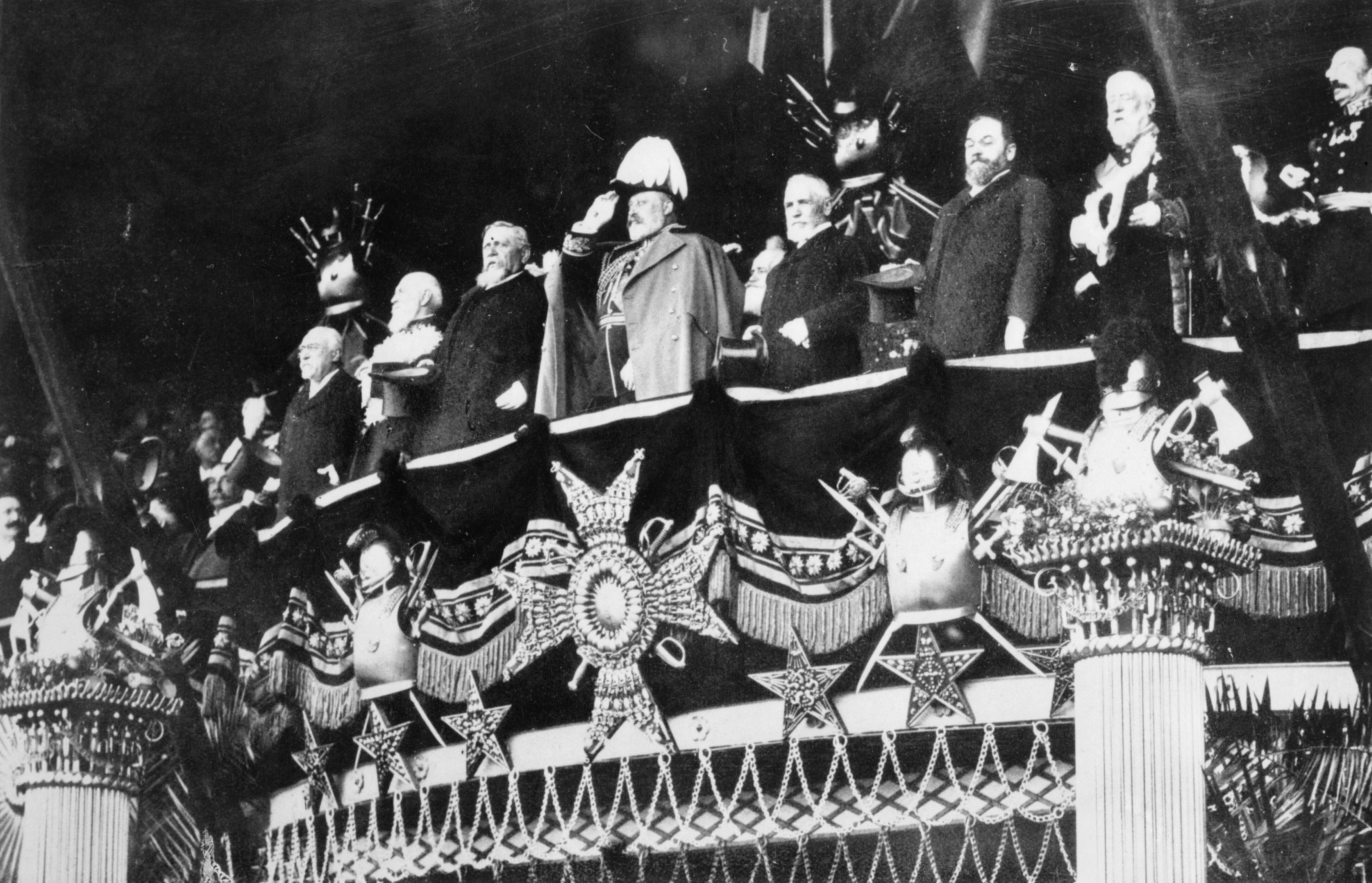
Edoardo VII alla rivista delle bandiere reggimentali francesi a Vincennes, presso Parigi nel 1903

Il 1º maggio 1903 il treno di Edoardo VII fece il suo ingresso a Parigi. Accolse l'ospite il presidente della Repubblica francese Émile Loubet. Lungo tutto il percorso del corteo le strade riboccavano di folla desiderosa di vedere la sfilata delle carrozze. Giunto all'Eliseo, Edoardo ricevette gli omaggi di una delegazione della Camera di commercio britannica. In quella occasione tenne un discorso in cui fra l'altro disse:
(Brook-Shepherd, Lo zio d’Europa Edoardo VII, Milano, 1977, p. 224.)
Concluse con un appello affinché si eliminassero tutte le cause di dissenso sostituendole con un sentimento di cordiale solidarietà e aggiunse: «Il conseguimento di questo obiettivo è il mio immancabile desiderio».
In due giorni Edoardo assistette a uno spettacolo alla Comédie-Française, a una parata militare al campo di Vincennes e a una corsa ippica a Longchamp. Al municipio dichiarò di sentirsi a Parigi come a casa sua e il 2 sera nella sala delle feste dell'Eliseo sedette a tavola con altri 125 commensali. Terminata la cena, si recò all'Opéra dove assistette a uno spettacolo di gala di musiche e balletti. All'uscita fu accolto con il presidente Loubet da una densa folla e la sfilata di carrozze di mezzanotte fino all'ambasciata inglese fu un corteo trionfale.
Il giorno seguente, domenica, Edoardo VII si recò a pranzo al ministero degli Esteri francese, al Quai d'Orsay, dove si incontrò con il ministro Théophile Delcassé, fra i maggiori sostenitori del riavvicinamento anglo-francese. Lo scambio di vedute non si limitò ai rapporti politici fra Londra e Parigi e al modo per tradurli in amicizia concreta, ma esaminò anche il progetto di includervi la Russia. Dopo l'ultimo bagno di folla, Edoardo lasciò Parigi in treno il 4 maggio 1903 per Cherbourg dove si imbarcò per l'Inghilterra.

## L'Entente cordiale
Dopo l'importante successo ottenuto da Edoardo VII a Parigi, nel luglio 1903 il presidente della Repubblica francese Loubet ricambiò la visita. In occasione dei vari banchetti in onore dell'ospite, il re continuò a insistere sul tema dell'amicizia anglo-francese. Fu così ampiamente agevolata un'intesa fra le due nazioni che, dopo faticose trattative condotte da Lansdowne e da Delcassé, venne firmata nella capitale britannica l'8 aprile 1904.
Il trattato, alla cui stesura partecipò anche Edoardo VII, prevedeva la soluzione delle dispute coloniali fra Gran Bretagna e Francia assegnando, fra l'altro, l'Egitto alla sfera di influenza di Londra e il Marocco a quella di Parigi. L'epoca delle diatribe fra le due nazioni, che risaliva ai tempi di Napoleone, era definitivamente conclusa.
Durante il perfezionamento dell'accordo anglo-francese scoppiò in Estremo Oriente, nel febbraio 1904, la guerra russo-giapponese. Ciò avrebbe potuto mettere in pericolo l'intesa poiché la Russia era alleata della Francia e il Giappone della Gran Bretagna. Edoardo VII intervenne soprattutto assicurando l'ambasciatore russo a Londra, Aleksandr Konstantinovič Benkendorf (1849-1917), che mai la Gran Bretagna sarebbe intervenuta a fianco del Giappone contro la Russia e che il nipote Nicola II avrebbe dovuto sapere che il re d'Inghilterra non avrebbe fatto nulla contro di lui. Tale legame parentale risultò decisivo nel placare gli animi nel momento più acuto della crisi, quando, per errore, dei pescherecci inglesi furono affondati dalla flotta russa del Baltico il 21 ottobre 1904.

## Il viaggio a Kiel (1904)

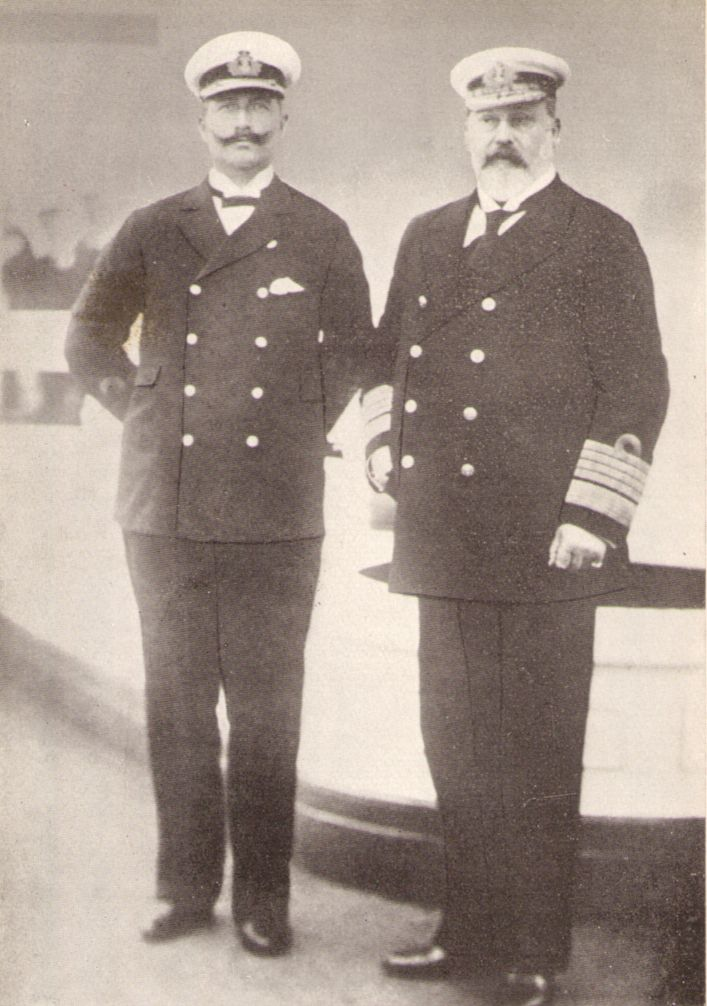
Guglielmo II di Germania (a sinistra) ed Edoardo VII durante la visita di quest'ultimo a Kiel, nel giugno 1904

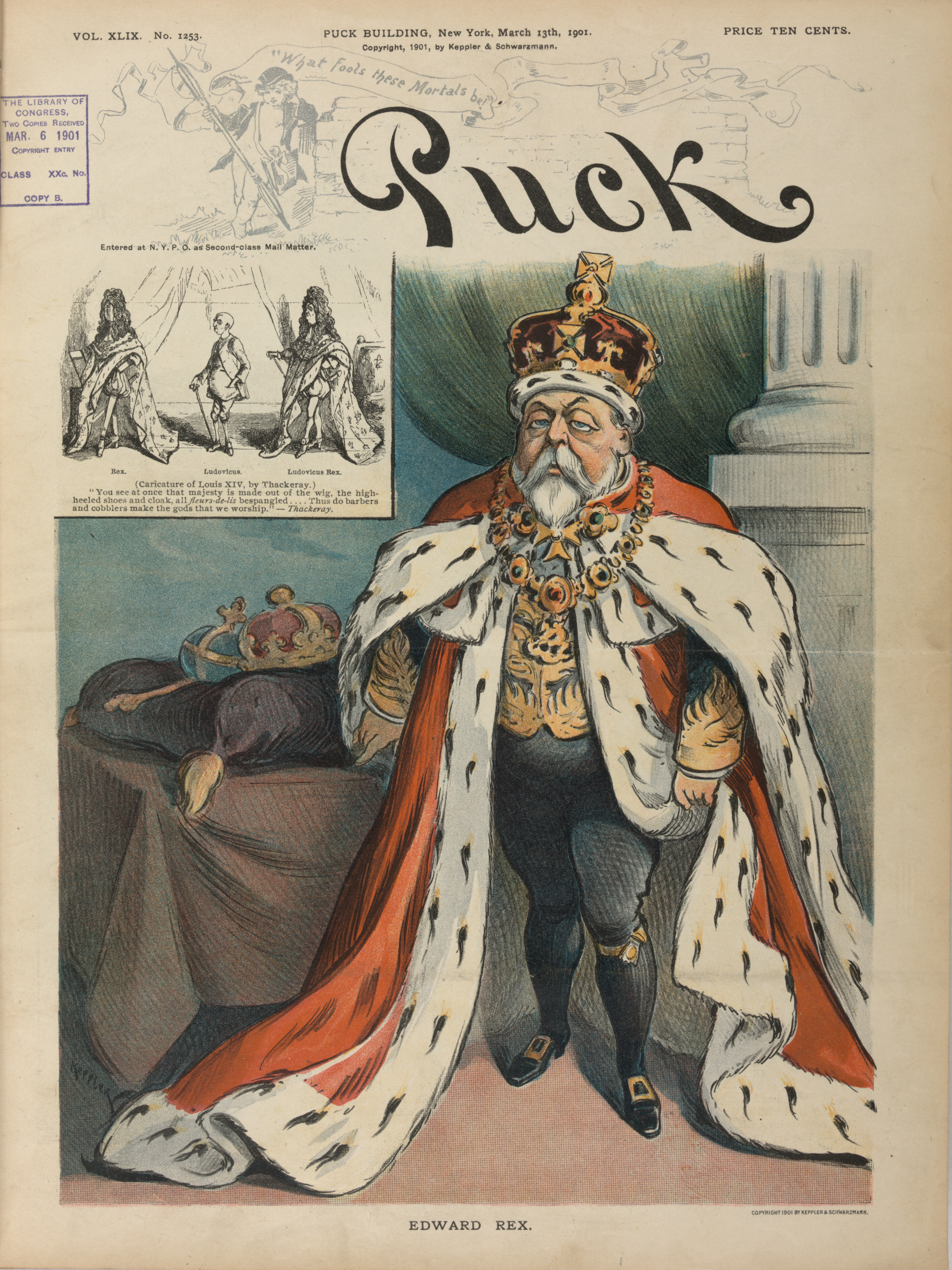
La caricatura di Edoardo VII apparsa sulla prima pagina del Puck di New York nel 1901

Diffusasi la notizia dell'Entente cordiale tra Gran Bretagna e Francia, Guglielmo II di Germania credette opportuno invitare lo zio Edoardo VII a Kiel, città simbolo del riarmo navale tedesco. Il porto, nonostante il parere negativo del cancelliere Bernhard von Bülow, accolse per ordine del Kaiser tutta la flotta da guerra della Germania. Ciò dovette fare una certa impressione al re d'Inghilterra quando, accettando l'invito del nipote, vi sbarcò il 25 giugno 1904.
Guglielmo II aveva chiamato tutti i ministri del governo a ricevere l'ospite, mentre Edoardo era accompagnato dal primo Lord dell'Ammiragliato William Palmer, conte di Selborne (1859-1942) e dall'ammiraglio di origine tedesca Luigi di Battenberg. Il giorno dell'arrivo dei visitatori inglesi ebbe luogo un pranzo a bordo dell'Hohenzollern, lo yacht imperiale tedesco, occasione nella quale Edoardo alzò il calice brindando ai sovrani della Germania.
Il gesto fu molto apprezzato dal cancelliere Bülow, che il giorno dopo si intrattenne per quasi un'ora con il re d'Inghilterra. Quest'ultimo, cominciando a parlare di politica estera, riferì che aveva tentato di persuadere Nicola II ad accettare le proposte che il governo di Tokyo gli aveva offerto prima della guerra e che non credeva, al contrario di Guglielmo, al “pericolo giallo” giapponese. Dichiarò che le relazioni amichevoli della Gran Bretagna con nazioni come la Francia o la Russia erano di natura esclusivamente difensiva. Espose inoltre a Bülow i termini dell'Entente cordiale la quale, disse, non era diretta contro la Germania, Paese che lui non intendeva isolare. Concludendo il colloquio, Edoardo disse:
(Bülow, Memorie, Milano 1931, Vol II, p. 29.)
Il 28 giugno Edoardo VII si recò ad Amburgo dove la visita si svolse ottimamente, grazie anche al clima più borghese che militare della maggiore città commerciale tedesca. Poi tornò a Kiel e da qui ripartì per l'Inghilterra.

## La crisi di Tangeri
Quando la Francia, forte dell'Entente cordiale con la Gran Bretagna, cominciò a esercitare la sua influenza sul Marocco, la Germania volle contrastarla. Così, il 31 marzo 1905, il kaiser Guglielmo II sbarcò a Tangeri e informò l'ambasciatore francese che egli riteneva il Marocco una nazione indipendente.
I piani di Gran Bretagna e Francia erano così minacciati dalla più forte delle potenze continentali. Il 6 aprile Edoardo VII incontrò il presidente francese Loubet a Parigi e il 19 aprile il ministro degli Esteri francese Delcassé, fautore della linea dura contro la Germania, si trovò isolato alla Camera e sul punto di dimettersi. Quattro giorni dopo, Edoardo VII, scavalcando il suo governo e compiendo un atto senza precedenti per un monarca costituzionale, mandò a Delcassé un messaggio personale nel quale lo esortava a non arrendersi e a rimanere al suo posto.
La tensione salì e si cominciò a parlare di una guerra europea se la Francia non avesse ceduto alla richiesta della Germania di indire una conferenza sul Marocco. Edoardo VII si recò ancora a Parigi il 29 aprile e il giorno dopo incontrò di nuovo sia Loubet sia Delcassé, ma anche l'ambasciatore tedesco Hugo von Radolin (1841-1917), al quale fece un appello alla moderazione. Dopo un ultimo incontro con Delcassé ai primi di maggio, Edoardo lasciò Parigi e a quel punto la crisi internazionale si abbatté sul ministro degli Esteri francese. Completamente isolato anche all'interno del governo, il 6 giugno Delcassé si dimise e la Germania ottenne la conferenza.

## Il matrimonio di Vittoria Eugenia
Dopo aver contribuito a migliorare i rapporti del Regno Unito con Stati Uniti (da Principe di Galles), Portogallo, Italia e Francia, Edoardo trovò il modo di perfezionare anche le relazioni con la Spagna.
Oltre a compiere numerosi viaggi a Parigi, elesse due località europee a corti secondarie. La prima era Marienbad (oggi Mariánské Lázně), in Austria-Ungheria, e la seconda era Biarritz in Francia meridionale, sulla costa atlantica, al confine con la Spagna. A partire dal 1906 si recò in quest'ultima località tutti gli anni per un soggiorno di almeno tre settimane, di solito nel periodo compreso fra i primi di marzo e i primi di aprile.
Poco più a sud di Biarritz cominciava, fra le asperità dei Pirenei, il territorio della Spagna, che era governata dal giovane re Alfonso XIII, il quale, nonostante la sua cultura cattolica, desiderava sposare un'inglese. A differenza del Portogallo, che era saldamente ancorato alla Gran Bretagna, la Spagna avrebbe potuto schierarsi con la Germania e la scelta di Alfonso avrebbe potuto influenzare il corso della diplomazia di Madrid.
A un ballo organizzato per lui a Buckingham Palace il re di Spagna si innamorò della principessa Vittoria Eugenia di Battenberg (nata in Scozia), figlia di Beatrice di Sassonia-Coburgo-Gotha, sorella minore di Edoardo. Poiché la principessa rimase anch'essa favorevolmente colpita, si pensò al luogo e al modo atti a favorire il fidanzamento. La scelta cadde su Biarritz che Edoardo già frequentava e dove Vittoria Eugenia giunse all'inizio del 1906 per rimanerci quanto serviva a decidere se sarebbe divenuta o meno regina di Spagna. Alfonso, passando il vicino confine, la raggiungeva quasi tutti giorni. Il fidanzamento fu annunziato il 9 marzo e le nozze furono celebrate a Madrid il 31 maggio 1906.
Edoardo VII si adoperò con tutte le sue forze per favorire, dietro le quinte, il matrimonio, mirando al successo diplomatico che in effetti la Gran Bretagna ottenne con l'unione delle due dinastie.

## Gli incontri con Francesco Giuseppe

### A Vienna

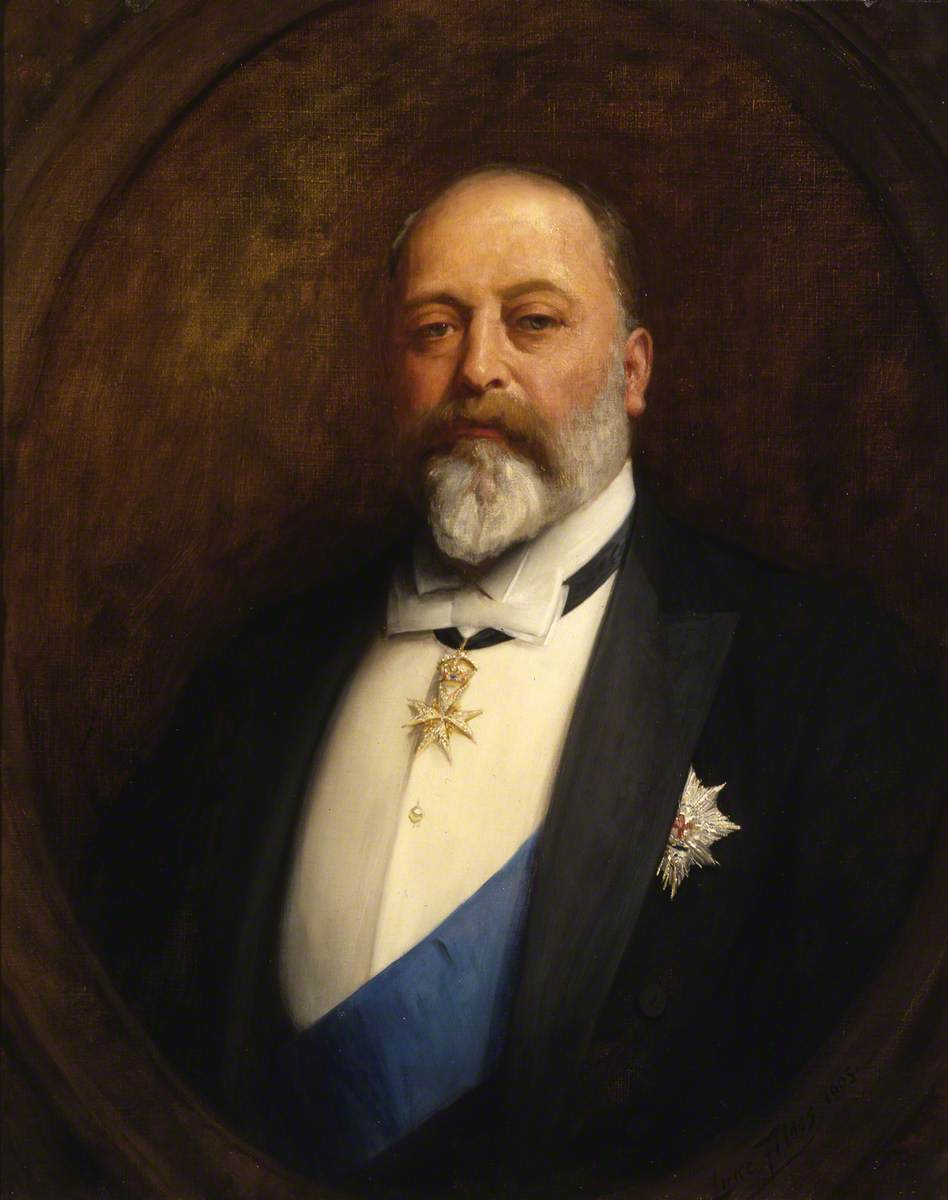
Edoardo VII si impegnò a mantenere buoni i rapporti con la casa di Asburgo e con l'Austria

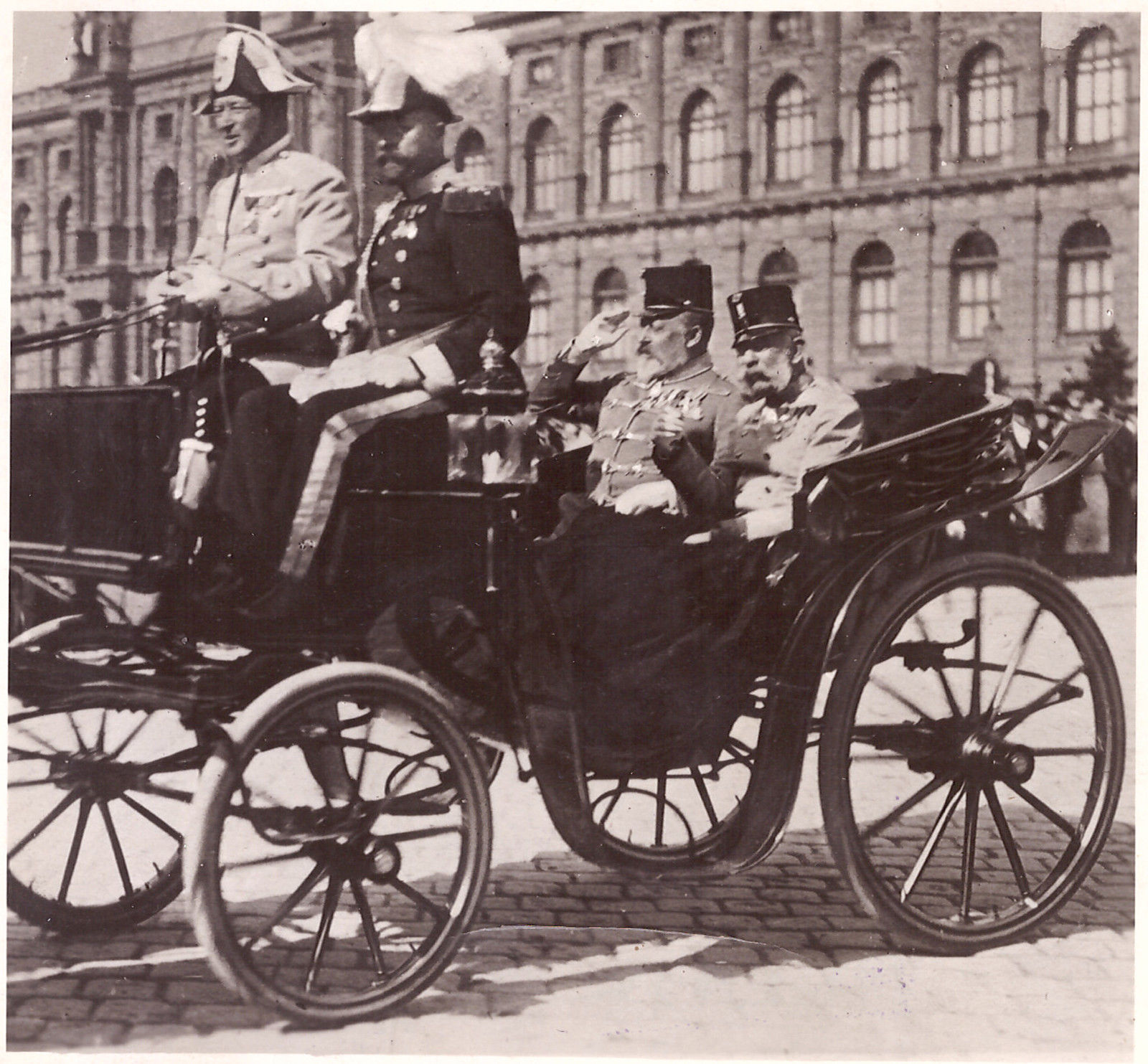
Edoardo VII (a sinistra) con Francesco Giuseppe in carrozza durante la visita del Re a Vienna nel 1903

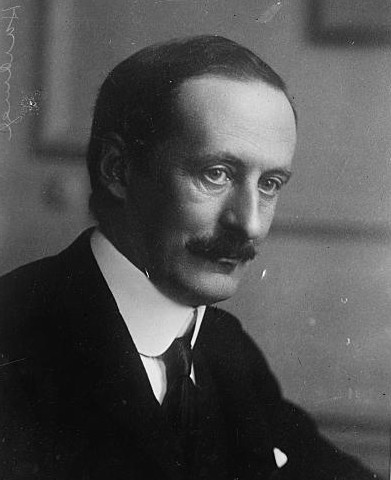
Charles Hardinge, sottosegretario agli Esteri, fu il più assiduo consulente diplomatico di Edoardo VII

Edoardo VII, convinto com'era dell'importanza dei rapporti umani, trovava indispensabile che il sovrano della più importante corte protestante e quello della più importante corte cattolica dialogassero. Il 31 agosto 1903 egli giunse, quindi, a Vienna per la sua prima e unica visita da sovrano, e i quattro giorni di permanenza presso l'imperatore Francesco Giuseppe furono spesi essenzialmente nelle cortesie dinastiche. L'unica questione di politica estera sollevata da Edoardo fu quella della Macedonia. La regione, ancora nelle mani dei turchi, si trovava in uno stato di ribellione, invogliando Austria da un lato e Russia dall'altro, a intervenire.
Prima di ripartire da Vienna, Edoardo parlò della questione con il ministro degli Esteri austriaco Agenor Maria Gołuchowski sollecitandolo ad avere un atteggiamento energico ma pacifico con l'Impero ottomano. Fra l'altro dichiarò:
(Dalla lettera del 10 settembre 1903 dell’ambasciatore francese a Vienna Reverseaux (informato da Gołuchowski) al suo governo.)
Due mesi dopo, a Mürzsteg, il 4 ottobre 1903, Francesco Giuseppe e Nicola II si incontrarono con i rispettivi ministri degli Esteri e si accordarono per una politica comune contro la Turchia. A quest'ultima fu intimato di attuare riforme in Macedonia per il rispetto di tutte le etnie e le confessioni religiose della regione.

### A Bad Ischl
Nonostante Francesco Giuseppe non avesse potuto (o voluto) ricambiare la visita di Edoardo a Vienna, quest'ultimo riuscì a incontrarlo informalmente, prima a Marienbad e poi nel soggiorno favorito dell'imperatore: Bad Ischl. In questa seconda stazione termale i due si trovarono per la prima volta nell'agosto 1905. L'incontro successivo, che ebbe luogo fra il 15 e il 16 agosto 1907, fu voluto da Edoardo e fu, per la prima volta, una riunione politica fra i due sovrani e tra i loro consiglieri diplomatici.
L'argomento era sempre la Macedonia. Il punto di vista britannico, di cui Edoardo VII era il portavoce più attivo, sosteneva che bisognava rimuovere alla radice il problema costringendo i turchi a cessare le violenze razziali nella regione. Si sarebbe così anche neutralizzata la minaccia di una guerra che dai Balcani avrebbe potuto allargarsi a tutta l'Europa. L'Austria obiettava, invece, che qualsiasi azione radicale avrebbe compromesso l'equilibrio del fragile Impero ottomano, crollato il quale, i danni per la pace sarebbero stati peggiori.
Il dibattito si protrasse fino all'estate del 1907 quando Edoardo VII e il sottosegretario agli Esteri Hardinge tornarono da Francesco Giuseppe a Bad Ischl. Questa volta presenziava anche il nuovo ministro degli Esteri austriaco Alois Lexa von Aehrenthal. L'incontro, lungi dal risolvere la complicatissima questione macedone, servì a chiarire l'atmosfera tra la Gran Bretagna e l'Austria, e a rendere Aehrenthal meno diffidente nei confronti di Londra e il Foreign Office meno diffidente nei confronti del ministro austriaco.
Un ultimo importante incontro si ebbe a Bad Ischl fra Edoardo VII e Francesco Giuseppe. Si svolse il 12 agosto 1908 per interessamento del monarca inglese, che chiese a quello austriaco di intercedere presso Guglielmo II affinché rallentasse il suo riarmo navale. Un incontro con il Kaiser a luglio aveva infatti su questo punto dato esito negativo. Edoardo anche da Francesco Giuseppe, alleato di Guglielmo, si vide opporre un cortese ma irremovibile rifiuto.

## I rapporti con la Russia
Meno frequenti erano stati i contatti di Edoardo con l'imperatore di Russia Nicola II. Quest'ultimo nel 1896 si era recato a fargli visita al Castello di Balmoral e dopo qualche anno si pensò di restituire la visita. Il progetto del viaggio era stato elaborato fin dal 1906, ma le agitazioni politiche che sconvolgevano la Russia in quel periodo consigliarono a Edoardo di desistere.

### L'accordo per l'Asia
Edoardo era preoccupato per l'impressione che avrebbe avuto sul popolo una sua visita a un monarca autocratico come Nicola II di Russia. Tuttavia, un'occasione di riaprire il discorso si presentò quando, il 31 agosto 1907, Gran Bretagna e Russia firmarono l'accordo per l'Asia che regolava le questioni coloniali aperte fra le due potenze. Come per l'Entente cordiale non si trattò di un'alleanza vera e propria, ma in effetti risultò tale nello spirito. Edoardo VII, sebbene informato sui progressi delle trattative alle quali dette sempre il suo appoggio, non partecipò alla stesura degli articoli del documento.

### L'incontro di Reval con Nicola II

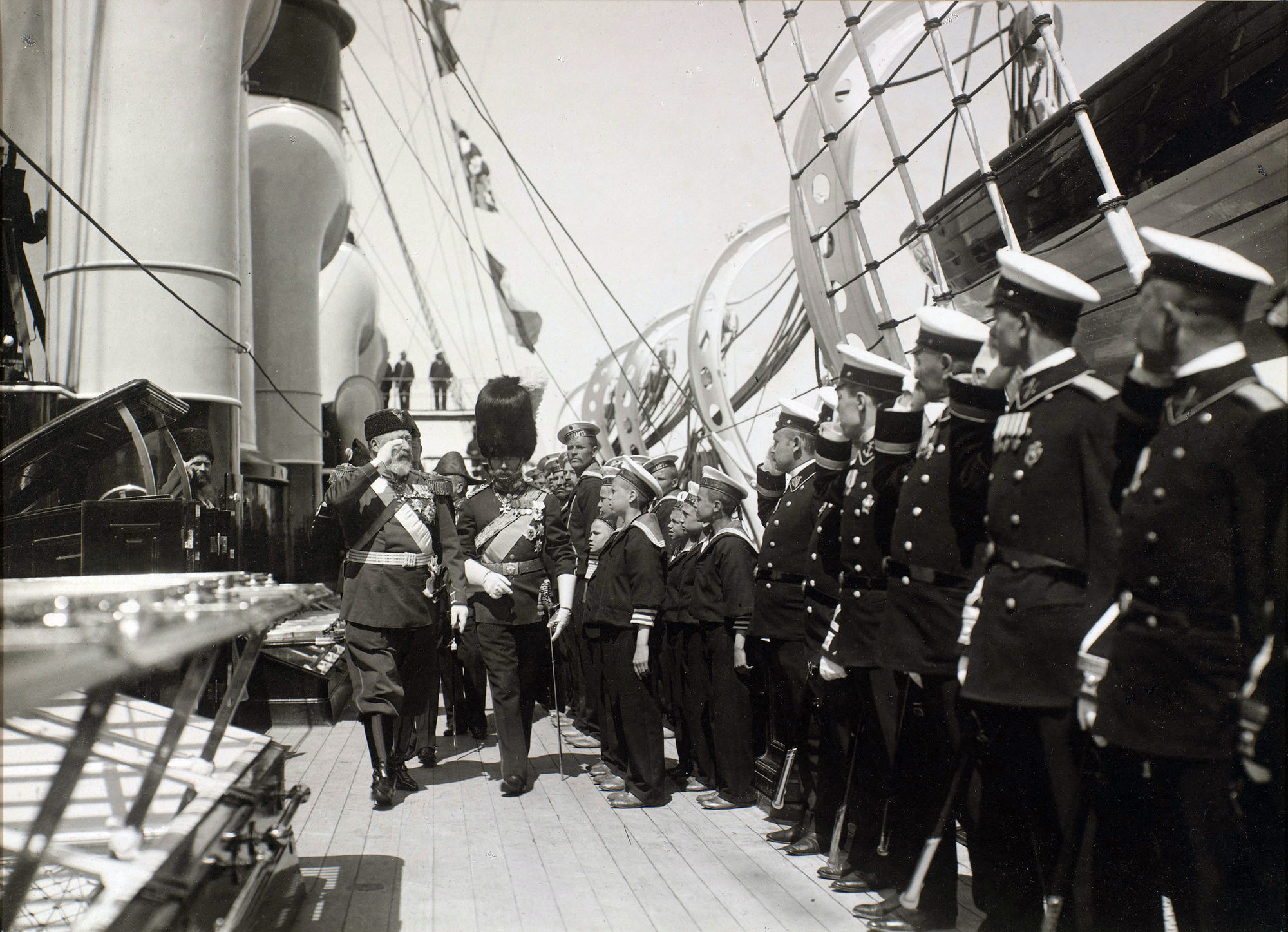
Edoardo VII (a sinistra con il braccio sollevato) e Nicola II (con il colbacco) passano in rassegna i marinai dello yacht imperiale russo Štandart nel giugno del 1908 a Reval

Di fronte a questi sviluppi, la questione ideologica passò in secondo piano e il 5 giugno 1908 il Victoria and Albert salpò dal porto di Sheerness per condurre Edoardo in Russia nell'unica visita che vi fece da sovrano. A causa della ripresa degli attentati, Nicola II dispose per sicurezza un incontro con lo zio in mare, nel porto di Reval (oggi Tallinn). Tra i partecipanti inglesi alla visita comparivano anche il generale John French e l'ammiraglio John Fisher.
L'incontro si svolse fra il 9 e il 10 giugno 1908, senza cerimonie ufficiali. Diplomatici e militari delle due potenze discussero di vari argomenti. Edoardo salutò i marinai russi nella loro lingua con il tradizionale «Buongiorno, figli miei!» e conferì a Nicola la nomina onoraria di ammiraglio della Royal Navy.
Nonostante l'atmosfera familiare, Edoardo affrontò con il Primo ministro Pëtr Arkad'evič Stolypin il problema degli ebrei che in Russia erano sottoposti a discriminazioni e persecuzioni sempre più pesanti. La questione, che gli era stata sollecitata in Inghilterra dai Rothschild, lo spinse anche a invitare l'ambasciatore britannico a San Pietroburgo Arthur Nicolson a intervenire presso Stolypin e chiedergli conto dei pogrom.
Per lo più, tuttavia, i colloqui si mantennero su argomenti generali e non toccarono punti particolarmente delicati. L'11 giugno Edoardo ripartì alla volta dell'Inghilterra concludendo con esito positivo la sua missione diplomatica. Perfino i radicali, che si erano opposti alla visita, non ebbero, poi, nulla da ridire. Violenta fu, invece, la reazione di Berlino. L'ambasciatore tedesco a San Pietroburgo Friedrich Pourtalès in una relazione a Guglielmo II parlò di accerchiamento della Germania, e il Kaiser sentenziò: «A questo punto dobbiamo rimettere in sesto le nostre finanze! Pesanti imposte indirette, una marina forte, un forte esercito e le polveri asciutte!».

## La crisi bosniaca

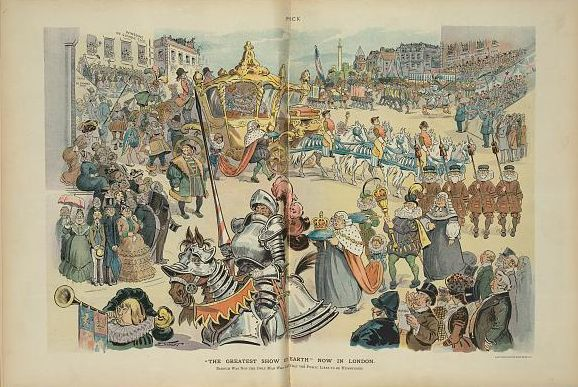
”Il più grande spettacolo del mondo” titola ironicamente il Puck di New York riferendosi alla processione di incoronazione di Edoardo VII

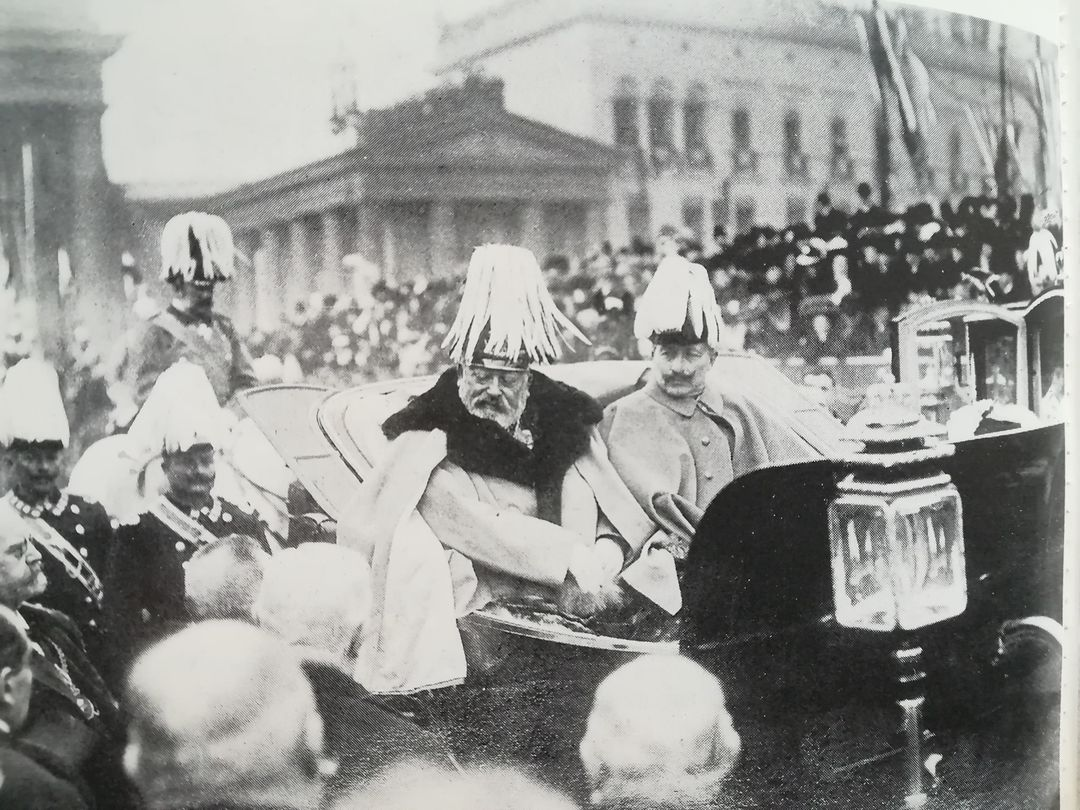
Edoardo VII (a sinistra) e Guglielmo II in carrozza tra la folla durante la visita del re di Gran Bretagna a Berlino nel 1909

Anche i rapporti con Vienna peggiorarono: il 6 ottobre 1908 Francesco Giuseppe annunziò l'annessione all'Austria della Bosnia ed Erzegovina. Si trattava di una provincia turca che l'Austria occupava e amministrava dal 1878 in virtù del Trattato di Berlino.
Edoardo VII rimase impressionato dall'azione e dalle conseguenze che questa poteva avere per la pace in Europa, non sapendo che l'Austria era riuscita a strappare un vantaggioso accordo con la Russia: la Bosnia-Erzegovina in compenso di un vago interessamento (poi disatteso) di Vienna alla questione della libera circolazione della marina russa attraverso gli stretti turchi.
La Russia si rese subito conto di essere stata raggirata ed Edoardo VII così rispose all'imperatore d'Austria, l'11 ottobre:
(Sir Sidney Lee, King Edward VII, Vol. II, p. 632, 636-637.)
Edoardo prese posizione a favore della Russia anche pubblicamente. Quando infatti il ministro degli Esteri russo Aleksandr Petrovič Izvol'skij si rivolse alla Gran Bretagna nel tentativo di mettere riparo all'accordo ingenuamente concluso con l'Austria, il re d'Inghilterra, il 19 ottobre offrì a Buckingham Palace un pranzo di gala in suo onore.

## Il viaggio a Berlino (1909)
Per evitare tensioni ancora più gravi, Edoardo decise di recarsi a Berlino e l'8 febbraio 1909, in verità con poche illusioni, attraversò la Manica a bordo dell'Alexandra, il più piccolo dei due yacht reali. Dopo varie insistenze del governo, il re si era persuaso a farsi accompagnare da un ministro: il segretario delle colonie Robert Crewe. Facevano inoltre parte del seguito, oltre al solito Hardinge, il generale Francis Grenfell e l'ammiraglio Day Bosanquet (1843-1923).
A Calais Edoardo salì sul treno e proseguì il viaggio fino a Rathenow e da lì fino alla stazione berlinese di Lehrter dove, accolto da Guglielmo II di Germania, proseguì il viaggio in carrozza fino al palazzo reale di Berlino. Nell'appartamento assegnatogli, che il Kaiser aveva deciso di rendere il più accogliente possibile, Edoardo trovò un ritratto della regina Vittoria e una stampa a colori delle vittorie navali britanniche.
Il 10 febbraio visitò il municipio di Berlino, dove si trovò a suo agio, e poi si recò all'ambasciata britannica. Qui ebbe un leggero malore, nonostante il quale, in serata, partecipò al ballo di corte al palazzo reale. Solo il 12 febbraio, il giorno della partenza di Edoardo, i due monarchi affrontarono il problema della flotta. Del colloquio rimane solo un appunto di Guglielmo per il cancelliere Bülow:
[…] Siamo in una posizione diversa da altri Paesi; dobbiamo avere una marina più forte perché siamo un’isola. Ma non ci sogniamo neppure di attaccare chicchessia; soltanto dobbiamo avere la sicurezza che le nostre coste non siano minacciate da pericoli.

Io: […] Lo stesso vale per noi. Abbiamo presentato un progetto di legge navale… rispondente ai nostri interessi. Questo non implica intenzioni aggressive contro altre potenze e di sicuro non contro l’Inghilterra.

Lui: […] Capisco benissimo che è un vostro diritto assoluto; non ho mai creduto che vi proponiate qualcosa contro di noi.

Io: La legge è stata approvata undici anni fa e noi ci atterremo al programma e continueremo a realizzarlo senza alcuna restrizione.

Lui: È giustissimo; dato che si tratta di una legge votata dal popolo e dal suo parlamento, non è possibile modificarla.

Io: È un errore […] ritenere che noi vogliamo costruire [navi] a gara con voi. È assurdo. Non facciamo altro che attuare una legge.

Lui: So che si tratta di un’idea assurda, per me la situazione è chiara e non sono affatto allarmato. Sono tutte chiacchiere e finiranno in niente.»
(Grosse Politik der Europäischen Kabinette, 1870-1914, vol. XXVIII, n. 10260.)

## L'ultimo periodo

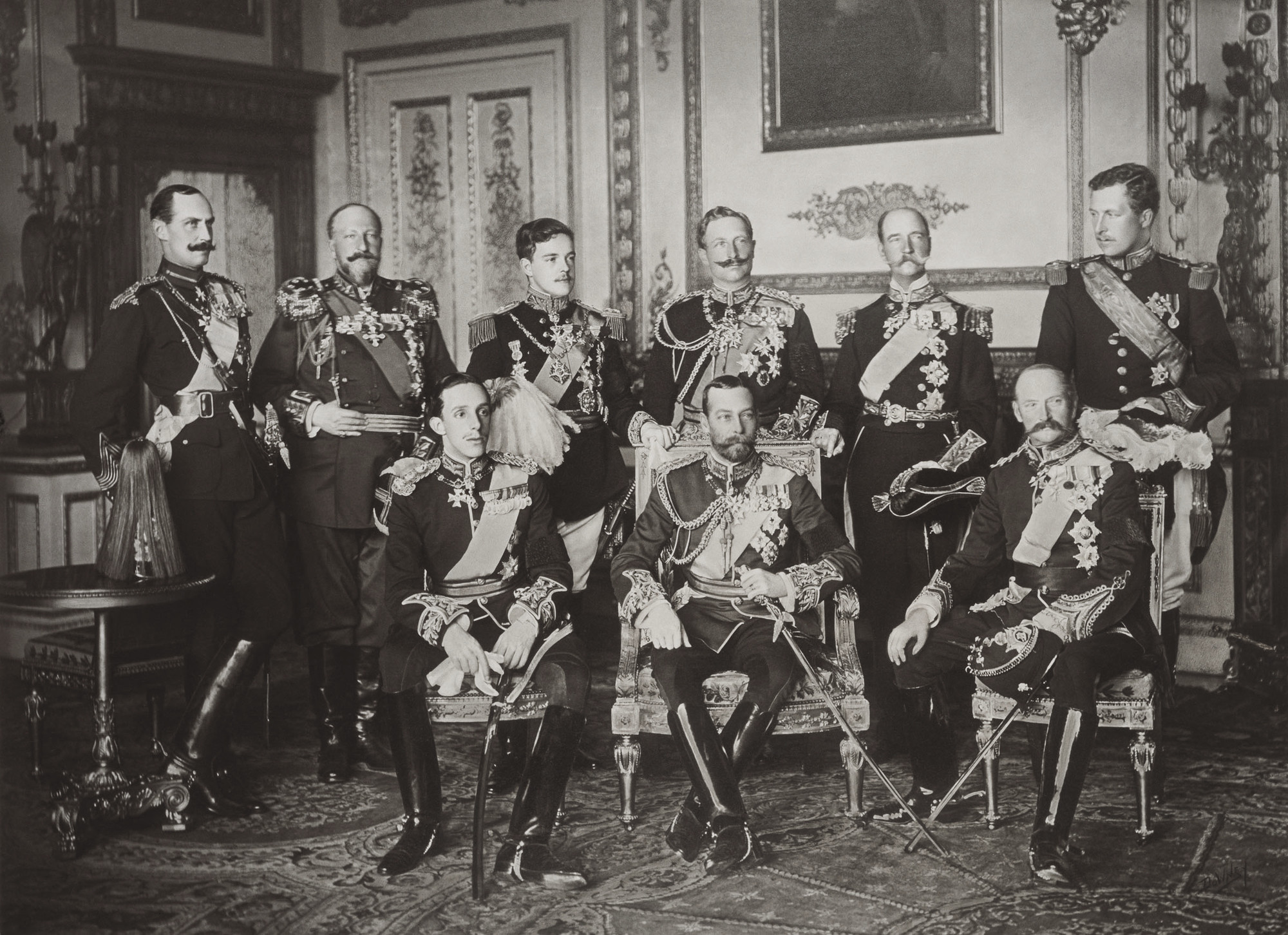
I sovrani convenuti a Londra alle esequie di Edoardo VII.

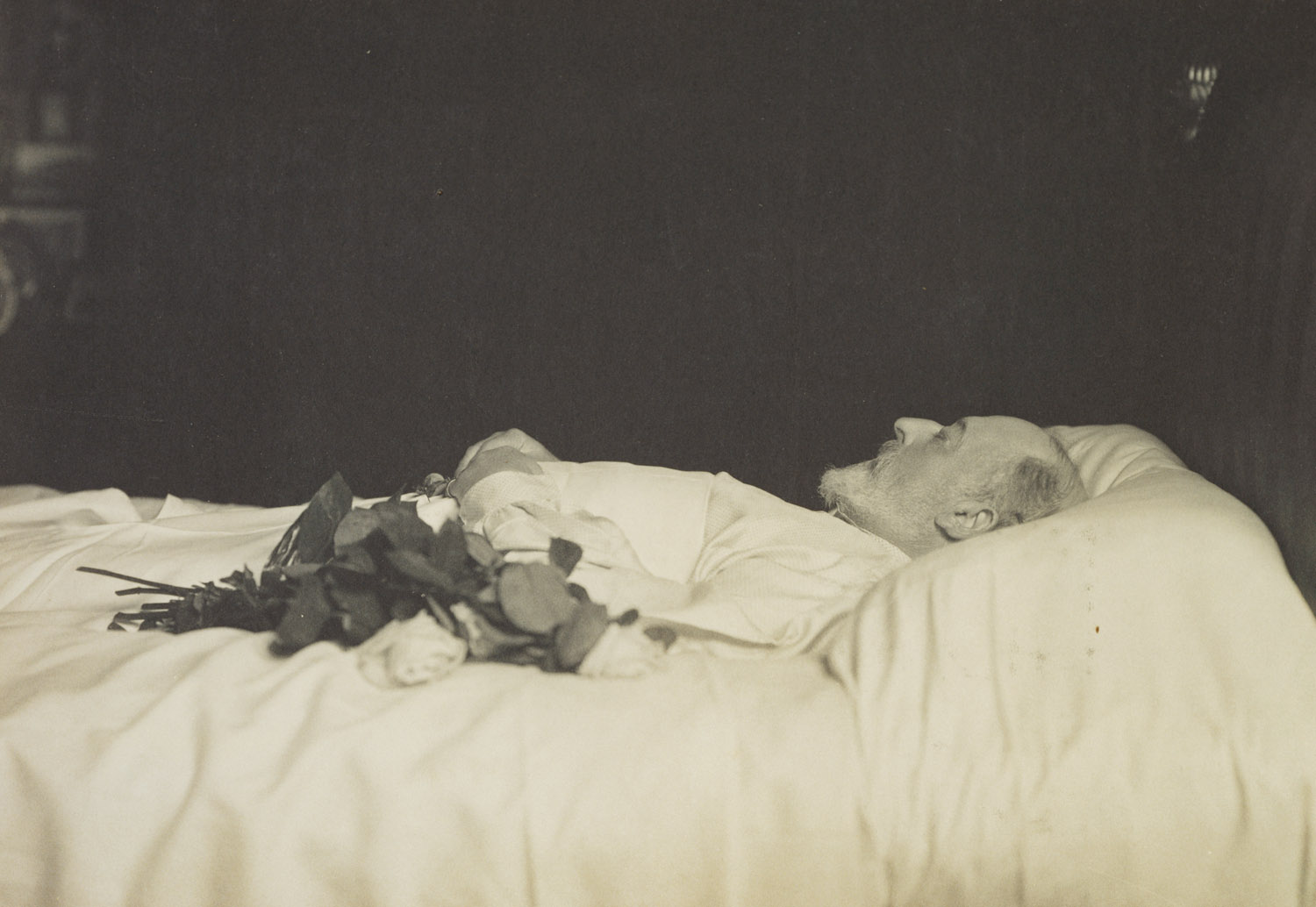
La salma di Edoardo VII

All'inizio del 1910, come ogni anno, Edoardo VII si recò a Biarritz. Il 14 marzo venne annunciato che il re sarebbe rimasto nel suo appartamento per consiglio del medico personale. Si trattava di bronchite. Il 21 marzo Edoardo ricomparve per un'escursione in automobile e il 25 aprile partì in treno per Parigi, da dove avrebbe proseguito per Londra.
Giunto a Londra dovette occuparsi della nomina del nuovo viceré dell'India e affrontare la crisi politica che derivò dal tentativo di Asquith di ridurre il potere della Camera dei Lord. Fra il 30 aprile e il 1º maggio a Sandringham la bronchite lo colpì ancora. Nei giorni seguenti, a Londra, rifiutò di riposarsi e incontrò l'ambasciatore americano Whitelaw Reid (1837-1912) che notò la forte tosse.
La sera del 5 maggio il Paese seppe che il re era stato colpito da una bronchite e che «le sue condizioni suscitavano qualche preoccupazione». Da quel momento il peggioramento fu rapido. Un bollettino diramato la mattina dopo riportava che le condizioni di Edoardo erano gravi, e nel pomeriggio un terzo bollettino le definiva critiche. I medici perdettero ogni speranza e la regina Alessandra provvide a far entrare nella stanza del marito gli amici che desideravano vederlo e che lui desiderava vedere, fra cui Alice Keppel. Edoardo VII morì quello stesso 6 maggio 1910, quando mancavano 15 minuti alla mezzanotte. Aveva 68 anni e mezzo.
Ai funerali solenni, che si svolsero il 20 maggio, intervennero oltre al nuovo re del Regno Unito e nuovo imperatore d'India Giorgio V altri otto monarchi, tutti parenti di Edoardo.

## L'appartenenza alla Massoneria
Nel 1868 Edoardo fu iniziato in Massoneria a Stoccolma dal re di Svezia, Gran maestro della Massoneria svedese. Nel 1873 fu Maestro venerabile della Loggia Apollo University n. 357 di Oxford, come pure della Loggia Prince of Wales n. 250 di Londra e della Royal Alpha Lodge n. 16, pure di Londra. Il 28 aprile 1875 divenne Gran maestro della Gran Loggia unita d'Inghilterra e lo rimase fino alla sua ascesa al trono nel 1901, quando assunse il titolo di "Protector of the Craft" (Protettore della Massoneria). Insignito del 33º grado, fu patrono del Supremo consiglio del Rito scozzese antico ed accettato d'Inghilterra.

## Ascendenza
|                                       |                             |                                                 | Genitori                                        |  |  | Nonni |  |  | Bisnonni                                        |  |  | Trisnonni                                     |  |
|                                       |                             |                                                 |                                                 |  |  |       |  |  | Francesco Federico di Sassonia-Coburgo-Saalfeld |  |  | Ernesto Federico di Sassonia-Coburgo-Saalfeld |  |
|                                       |                             |                                                 |                                                 |  |  |       |  |  | Francesco Federico di Sassonia-Coburgo-Saalfeld |  |  | Ernesto Federico di Sassonia-Coburgo-Saalfeld |  |
|                                       |                             | Sofia Antonia di Brunswick-Wolfenbüttel         |                                                 |  |  |       |  |  | Francesco Federico di Sassonia-Coburgo-Saalfeld |  |  |                                               |  |
| Ernesto I di Sassonia-Coburgo-Gotha   |                             |                                                 |                                                 |  |  |       |  |  | Francesco Federico di Sassonia-Coburgo-Saalfeld |  |  |                                               |  |
|                                       |                             | Augusta di Reuss-Ebersdorf                      | Enrico XXIV di Reuss-Ebersdorf                  |  |  |       |  |  |                                                 |  |  |                                               |  |
|                                       |                             | Augusta di Reuss-Ebersdorf                      | Enrico XXIV di Reuss-Ebersdorf                  |  |  |       |  |  |                                                 |  |  |                                               |  |
|                                       |                             | Augusta di Reuss-Ebersdorf                      | Carolina Ernestina di Erbach-Schönberg          |  |  |       |  |  |                                                 |  |  |                                               |  |
| Alberto di Sassonia-Coburgo-Gotha     |                             | Augusta di Reuss-Ebersdorf                      |                                                 |  |  |       |  |  |                                                 |  |  |                                               |  |
|                                       |                             | Augusto di Sassonia-Gotha-Altenburg             | Ernesto II di Sassonia-Gotha-Altenburg          |  |  |       |  |  |                                                 |  |  |                                               |  |
|                                       |                             | Augusto di Sassonia-Gotha-Altenburg             | Ernesto II di Sassonia-Gotha-Altenburg          |  |  |       |  |  |                                                 |  |  |                                               |  |
|                                       |                             | Augusto di Sassonia-Gotha-Altenburg             | Carlotta di Sassonia-Meiningen                  |  |  |       |  |  |                                                 |  |  |                                               |  |
| Luisa di Sassonia-Gotha-Altenburg     |                             | Augusto di Sassonia-Gotha-Altenburg             |                                                 |  |  |       |  |  |                                                 |  |  |                                               |  |
|                                       |                             | Luisa Carlotta di Meclemburgo-Schwerin          | Federico Francesco I di Meclemburgo-Schwerin    |  |  |       |  |  |                                                 |  |  |                                               |  |
|                                       |                             | Luisa Carlotta di Meclemburgo-Schwerin          | Federico Francesco I di Meclemburgo-Schwerin    |  |  |       |  |  |                                                 |  |  |                                               |  |
|                                       |                             | Luisa Carlotta di Meclemburgo-Schwerin          | Luisa di Sassonia-Gotha-Altenburg               |  |  |       |  |  |                                                 |  |  |                                               |  |
| Edoardo VII del Regno Unito           |                             | Luisa Carlotta di Meclemburgo-Schwerin          |                                                 |  |  |       |  |  |                                                 |  |  |                                               |  |
|                                       | Giorgio III del Regno Unito | Federico di Hannover                            |                                                 |  |  |       |  |  |                                                 |  |  |                                               |  |
|                                       | Giorgio III del Regno Unito | Federico di Hannover                            |                                                 |  |  |       |  |  |                                                 |  |  |                                               |  |
|                                       | Giorgio III del Regno Unito | Augusta di Sassonia-Gotha-Altenburg             |                                                 |  |  |       |  |  |                                                 |  |  |                                               |  |
| Edoardo Augusto di Hannover           | Giorgio III del Regno Unito |                                                 |                                                 |  |  |       |  |  |                                                 |  |  |                                               |  |
|                                       |                             | Carlotta di Meclemburgo-Strelitz                | Carlo Ludovico Federico di Meclemburgo-Strelitz |  |  |       |  |  |                                                 |  |  |                                               |  |
|                                       |                             | Carlotta di Meclemburgo-Strelitz                | Carlo Ludovico Federico di Meclemburgo-Strelitz |  |  |       |  |  |                                                 |  |  |                                               |  |
|                                       |                             | Carlotta di Meclemburgo-Strelitz                | Elisabetta Albertina di Sassonia-Hildburghausen |  |  |       |  |  |                                                 |  |  |                                               |  |
| Vittoria del Regno Unito              |                             | Carlotta di Meclemburgo-Strelitz                |                                                 |  |  |       |  |  |                                                 |  |  |                                               |  |
|                                       |                             | Francesco Federico di Sassonia-Coburgo-Saalfeld | Ernesto Federico di Sassonia-Coburgo-Saalfeld   |  |  |       |  |  |                                                 |  |  |                                               |  |
|                                       |                             | Francesco Federico di Sassonia-Coburgo-Saalfeld | Ernesto Federico di Sassonia-Coburgo-Saalfeld   |  |  |       |  |  |                                                 |  |  |                                               |  |
|                                       |                             | Francesco Federico di Sassonia-Coburgo-Saalfeld | Sofia Antonia di Brunswick-Wolfenbüttel         |  |  |       |  |  |                                                 |  |  |                                               |  |
| Vittoria di Sassonia-Coburgo-Saalfeld |                             | Francesco Federico di Sassonia-Coburgo-Saalfeld |                                                 |  |  |       |  |  |                                                 |  |  |                                               |  |
|                                       |                             | Augusta di Reuss-Ebersdorf                      | Enrico XXIV di Reuss-Ebersdorf                  |  |  |       |  |  |                                                 |  |  |                                               |  |
|                                       |                             | Augusta di Reuss-Ebersdorf                      | Enrico XXIV di Reuss-Ebersdorf                  |  |  |       |  |  |                                                 |  |  |                                               |  |
|                                       |                             | Augusta di Reuss-Ebersdorf                      | Carolina Ernestina di Erbach-Schönberg          |  |  |       |  |  |                                                 |  |  |                                               |  |
|                                       |                             | Augusta di Reuss-Ebersdorf                      |                                                 |  |  |       |  |  |                                                 |  |  |                                               |  |

## Onorificenze

Lo stemma di Edoardo, principe di Galles (1841-1901).

Il monogramma personale del re Edoardo VII.

Il monogramma dei consorti re Edoardo VII e regina Alessandra.

### Onorificenze straniere
Edoardo VII fu insignito di numerose onorificenze straniere. Queste quelle di cui si ha riscontro nelle fonti storiche: